# Sebenico
Sebenico (AFI: /sebeˈniko/; in croato Šibenik, [ˈʃibɛnik]) è una città della Croazia di 46 372 abitanti, capoluogo della regione di Sebenico e Tenin, situata nella regione storica della Dalmazia lungo il mare Adriatico, presso la foce del fiume Cherca in una baia naturale che è collegata al mare dal canale di Sant'Antonio. 
Sebenico è la più antica città fondata dai croati sulla costa adriatica, citata per la prima volta su documento nel 1066, dove viene chiamata Krešimirova, nome in seguito mutato in Šibenik, poi tradotto in italiano in Sebenico. 
Nel 1412 Sebenico entrò nei Domini da Mar della Repubblica di Venezia, rimanendoci fino alla sua caduta, che avvenne nel 1797. 

Dopo la caduta della Repubblica di Venezia Sebenico entrò a far parte dell'Impero austriaco in seguito al trattato di Campoformio, che venne firmato nel 1797, rimanendovi, salvo un'interruzione dovuta alla dominazione francese durante l'epoca napoleonica, che in questa zona perdurò dal 1805 al 1813, fino alla fine della prima guerra mondiale (1918), dopo di che entrò a far parte del Regno di Jugoslavia. 
A partire da quest'ultimo evento iniziò l'esodo di una parte consistente degli italiani e degli italofoni della Dalmazia, tra cui i sebenicensi italiani, verso Zara, Lagosta, che invece erano annesse al Regno d'Italia, e verso l'Italia stessa. 

Nel 1941, durante l'invasione della Jugoslavia, operazione militare della seconda guerra mondiale, Sebenico fu occupata militarmente, così come tutta la Dalmazia, dalle truppe italiane del Regio Esercito, per poi venire inquadrata nel Regno d'Italia all'interno della provincia di Zara, che fu nell'occasione ampliata. 
A seconda guerra mondiale terminata, Sebenico è tornata alla Jugoslavia per poi passare, in seguito alla dissoluzione di quest'ultima, alla moderna Croazia.
A Sebenico sono presenti due edifici storici che sono stati inseriti nell'elenco dei Patrimoni dell'Umanità dell'UNESCO, la cattedrale di San Giacomo e la fortezza di San Nicolò, quest'ultima facente parte del circuito culturale UNESCO delle opere di difesa veneziane tra XVI e XVII secolo: Stato da Terra-Stato da Mar occidentale. Come conseguenza, la maggiore risorsa economica di Sebenico è il turismo, il cui peso sull'economia locale è cresciuto costantemente.

## Geografia fisica

### Territorio

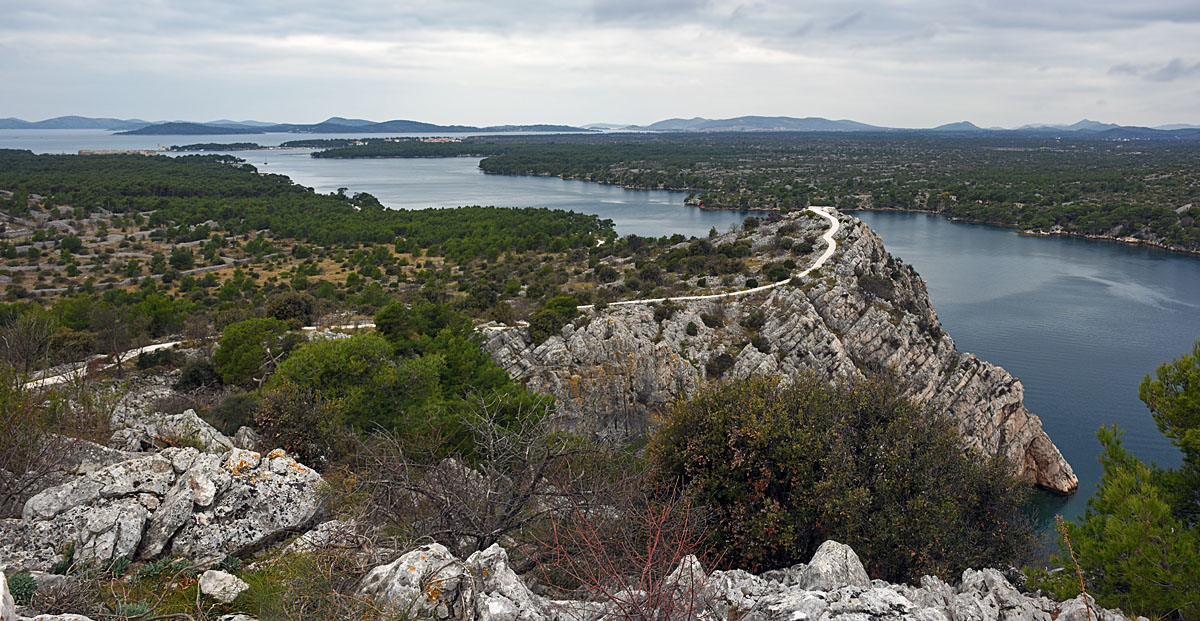
Il canale di Sant'Antonio

Sebenico è situata presso la foce del fiume Cherca in un porto naturale collegato al mare dal canale di Sant'Antonio, passaggio naturale lungo 2,5 km. La costa dove si trova la città, che è rocciosa e frastagliata, è caratterizzata da un ampio entroterra costituito da terreno fertile. 
Il panorama geografico intorno alla città dalmata è quindi vario. Sebenico, che si affaccia direttamente sul mare Adriatico, è situata lungo una baia naturale dove è stato realizzato il porto, che è da sempre la sua risorsa economica principale. La costa geograficamente di pertinenza del comune di Sebenico è lunga circa 52 km. Sul territorio nei dintorni di Sebenico sono stati istituiti due parchi nazionali, il Parco nazionale delle Incoronate e il Parco nazionale della Cherca. Il circondario della città è anche interessato dal lembo sud-orientale del Parco naturale del lago di Vrana. 

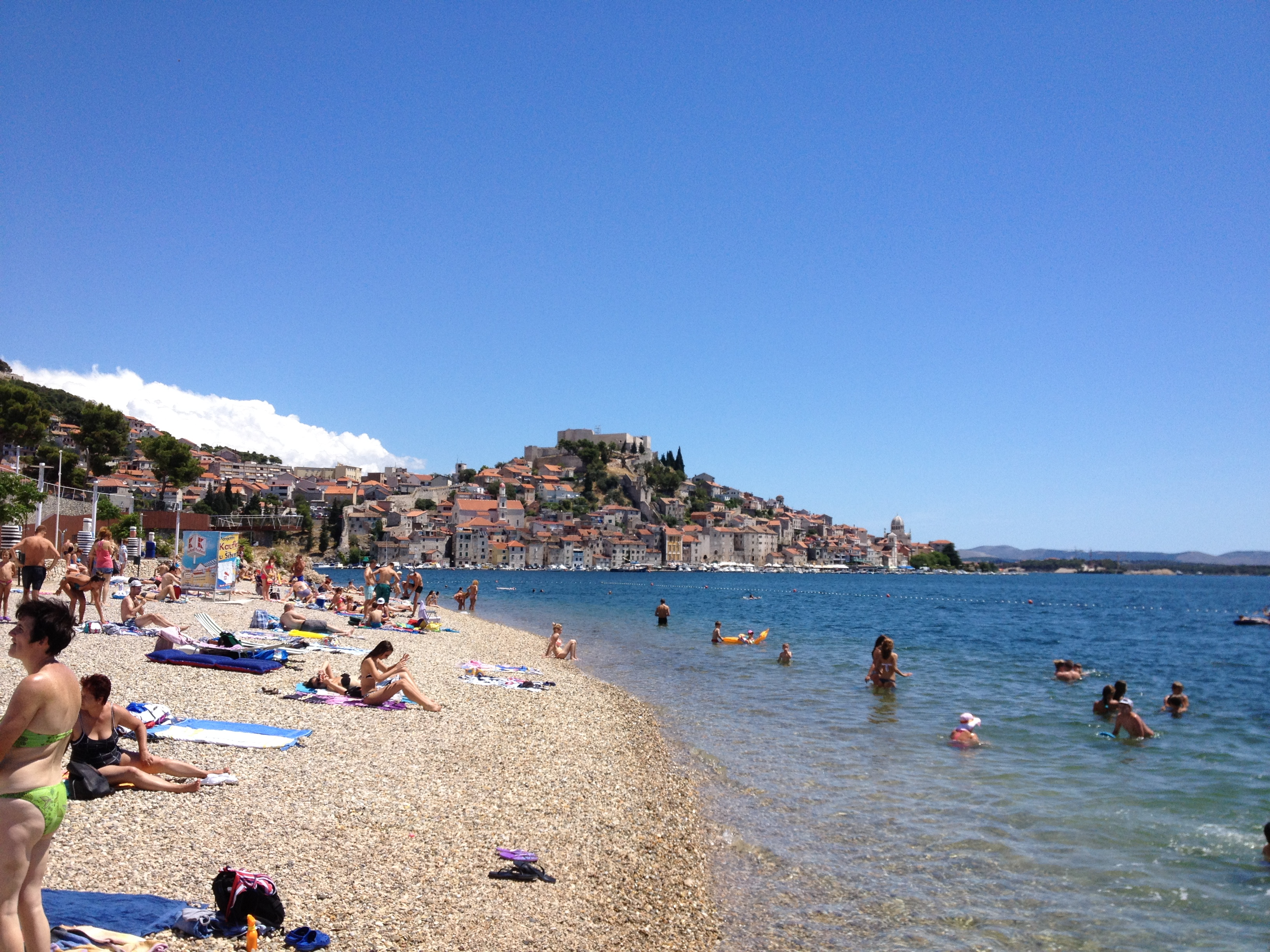
Una delle spiagge di Sebenico

La densità media degli abitanti del territorio comunale di Sebenico è pari a 51,5 abitanti/km2. Al largo della città è presente l'arcipelago di Sebenico, gruppo di isole situate nel mare Adriatico a ovest di Sebenico. Amministrativamente, le isole appartengono alla regione di Sebenico e Tenin. Le maggiori isole dell'arcipelago sono: Morter, Zuri, Cacan, Capri, Smolan, Diat, Provicchio, Zlarino e Crappano, cui si assommano tutti gli isolotti e gli scogli adiacenti alle singole isole maggiori e alla costa dalmata. 

### Clima
Sebenico ha un clima di tipo mediterraneo (Classificazione dei climi di Köppen) che è caratterizzato da un condizioni atmosferiche invernali umide e relativamente miti, e da estati secche. Nella parte costiera della regione il clima è particolarmente mite, condizione climatica che si ripercuote anche sull'immediato entroterra. 
Lungo la zona costiera l'insolazione media annua è di circa 2 710 ore, mentre verso l'entroterra questo dato numerico cala. In estate le temperature, che sono relativamente alte, sono mitigate dal maestrale, vento che spira da nord-ovest. Lungo la costa gli inverni possiedono condizioni climatiche comprese tra il moderatamente freddo e il mite. I mesi di gennaio e di febbraio sono i più freddi dell'anno, mentre luglio e agosto sono i più caldi. 
Le precipitazioni sono più abbondanti in inverno, mentre le estati sono generalmente secche. Le precipitazioni annue totali si attestano a circa 803 mm. La maggior parte del territorio della regione di Sebenico è dominata dalla bora, vento catabatico di provenienza est/nord-est che soffia con particolare intensità, in particolar modo, verso l'Alto Adriatico e il Medio Adriatico, nonché il già citato maestrale.
Quelli che seguono sono i dati climatologici salienti della città:
| Sebenico                     | Mesi  | Mesi  | Mesi  | Mesi  | Mesi  | Mesi  | Mesi  | Mesi  | Mesi  | Mesi  | Mesi  | Mesi  | Stagioni | Stagioni | Stagioni | Stagioni | Anno    |
| Sebenico                     | Gen   | Feb   | Mar   | Apr   | Mag   | Giu   | Lug   | Ago   | Set   | Ott   | Nov   | Dic   | Inv      | Pri      | Est      | Aut      | Anno    |
| ---------------------------- | ----- | ----- | ----- | ----- | ----- | ----- | ----- | ----- | ----- | ----- | ----- | ----- | -------- | -------- | -------- | -------- | ------- |
| T. media (°C)                | 6,8   | 7,4   | 10,0  | 13,6  | 18,4  | 22,2  | 25,0  | 24,6  | 20,6  | 16,3  | 11,7  | 8,2   | 7,5      | 14,0     | 23,9     | 16,2     | 15,4    |
| T. max. assoluta (°C)        | 21,4  | 22,7  | 26,2  | 28,8  | 34,0  | 37,6  | 38,2  | 39,4  | 35,4  | 30,3  | 28,4  | 20,3  | 22,7     | 34,0     | 39,4     | 35,4     | 39,4    |
| T. min. assoluta (°C)        | −10,2 | −11,0 | −7,5  | −0,5  | 2,3   | 8,3   | 11,6  | 10,2  | 6,9   | 2,1   | −6,6  | −8,9  | −11,0    | −7,5     | 8,3      | −6,6     | −11,0   |
| Precipitazioni (mm)          | 74,1  | 60,1  | 62,0  | 62,7  | 49,0  | 53,0  | 29,7  | 44,9  | 75,5  | 82,7  | 112,4 | 95,2  | 229,4    | 173,7    | 127,6    | 270,6    | 801,3   |
| Giorni di pioggia            | 10    | 9     | 9     | 10    | 9     | 8     | 5     | 5     | 7     | 9     | 12    | 12    | 31       | 28       | 18       | 28       | 105     |
| Giorni di neve               | 1     | 1     | 0     | 0     | 0     | 0     | 0     | 0     | 0     | 0     | 0     | 1     | 3        | 0        | 0        | 0        | 3       |
| Ore di soleggiamento mensili | 128,6 | 150,6 | 196,1 | 222,4 | 286,3 | 312,1 | 358,0 | 326,0 | 254,3 | 199,7 | 131,0 | 113,8 | 393,0    | 704,8    | 996,1    | 585,0    | 2 678,9 |

## Origini del nome

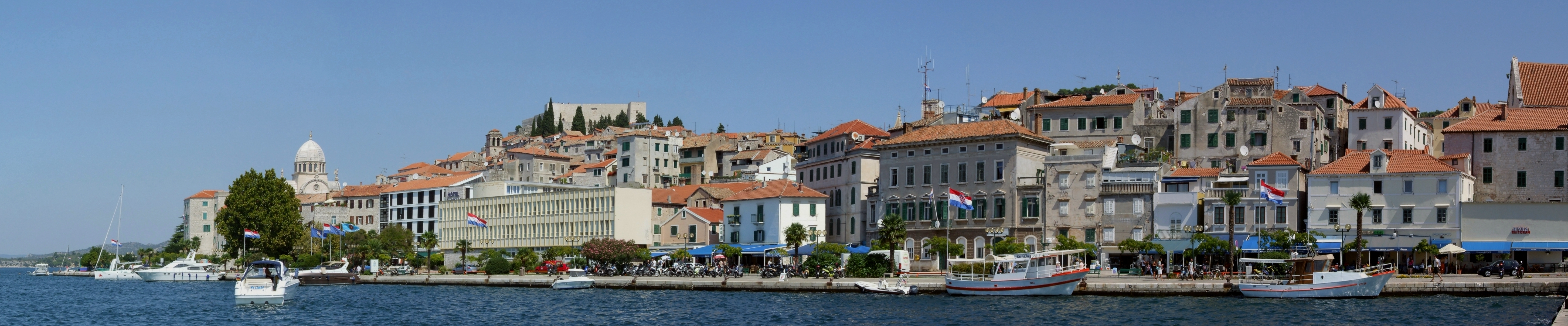
Panorama di Sebenico

Ci sono varie ipotesi che tentano di spiegare l'etimologia di Šibenik, nome in lingua croata della città. L'ipotesi maggiormente accettata dagli studiosi, ma con l'indeterminatezza del caso, è quella enunciata dal poeta e umanista italiano Giorgio Sisgoreo, che nel XV secolo, nella propria opera De situ Illiriae et civitate Sibenici, descrisse la geografia e la storia della zona dove sorge la moderna Sebenico. Giorgio Sisgoreo ipotizzò che il nome Šibenik derivi da "palizzata" (in croato singolare šiba, plurale šibe), con un richiamo al primo sistema difensivo della città.
Una seconda ipotesi lega il toponimo Šibenik al latino "Sibinicum", nome che gli antichi Romani diedero genericamente alla regione. Non è tuttavia chiara l'origine di Sibinicum, che a sua volta potrebbe essere derivato da un precedente toponimo, di significato ignoto, usato da una civiltà preesistente per riferirsi alla regione.

## Storia

### Epoca medievale

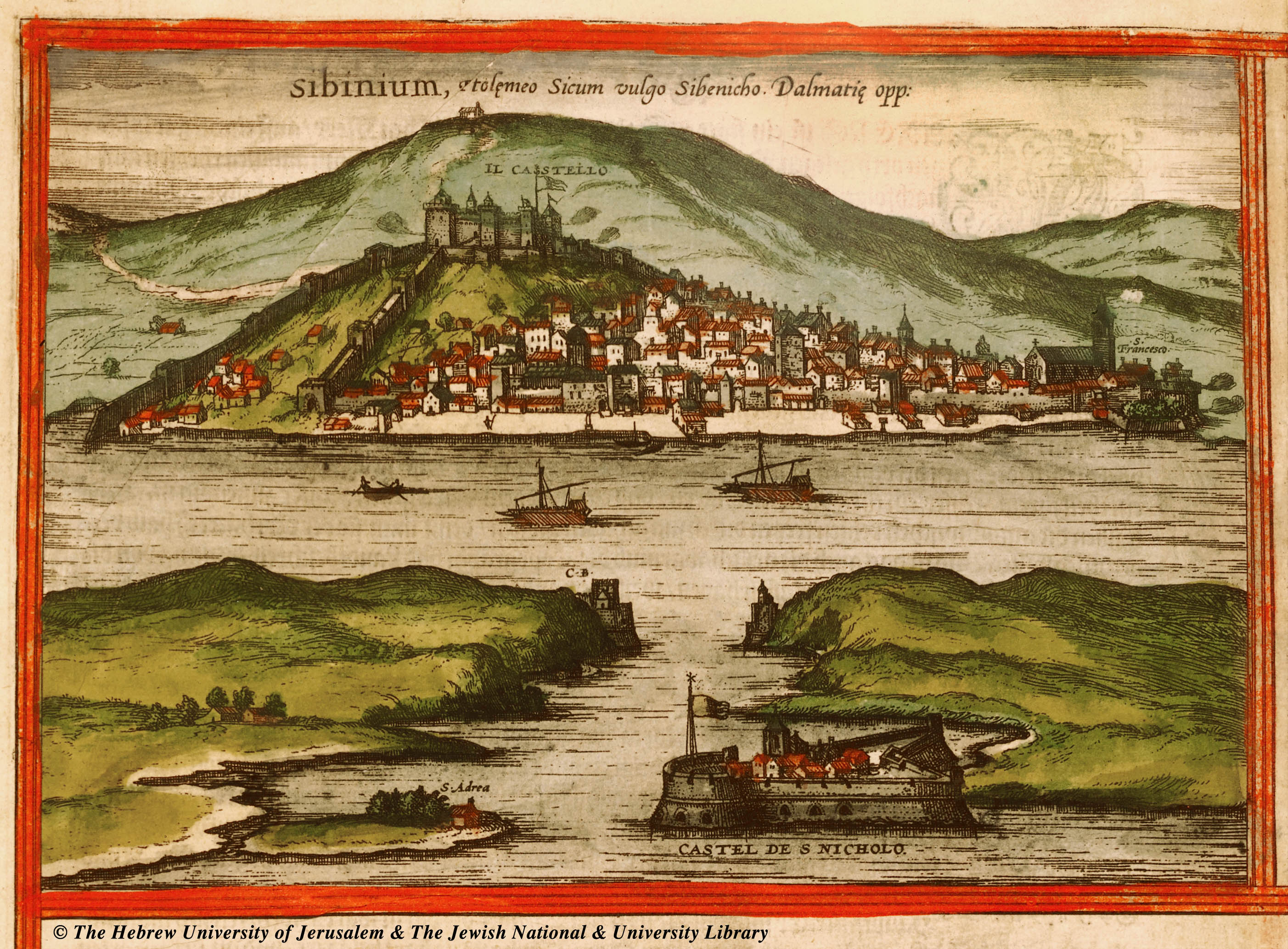
Panorama di Sebenico su un'incisione del 1575

Sebenico è la più antica città fondata dai croati sulla costa adriatica. Il primo documento che cita Sebenico risale al 1066. Tale testimonianza scritta si riferisce a una disposizione di re Petar Krešimir IV di Croazia, che ordinò la protezione del monastero benedettino di Santa Maria a Zara citando anche Krešimirova, nome originario della città, cambiato poi in Šibenik. A sua volta Krešimirova deriva da Krešimirović, ramo cadetto della dinastia dei Trpimirović, a cui apparteneva il sovrano appena citato.
All'epoca Krešimirova era una piccola comunità il cui centro abitato si sviluppava nei pressi delle moderne rovine della fortezza di San Michele, che si trovano su una ripida scogliera alla foce del fiume Cherca. 
Nel 1102 il Regno di Croazia venne unito in forma personale al Regno d'Ungheria. Nel 1169 re Stefano III d'Ungheria concesse a Šibenik il titolo di città e il diritto di coniare moneta. 
Nel 1298 fu fondata, tramite a una bolla pontificia di papa Bonifacio VIII, la diocesi di Sebenico, che fu costituita grazie allo scorporo del suo territorio da quello della diocesi di Traù, facendola diventare suffraganea dell'arcidiocesi di Spalato. Nel 1298, in occasione della fondazione della diocesi di Sebenico, fu deciso di predisporre i primi progetti per la costruzione della cattedrale di San Giacomo, i cui lavori di edificazione iniziarono nel 1402 per poi concludersi, viste le tante interruzioni, nel 1536.

### Epoca moderna

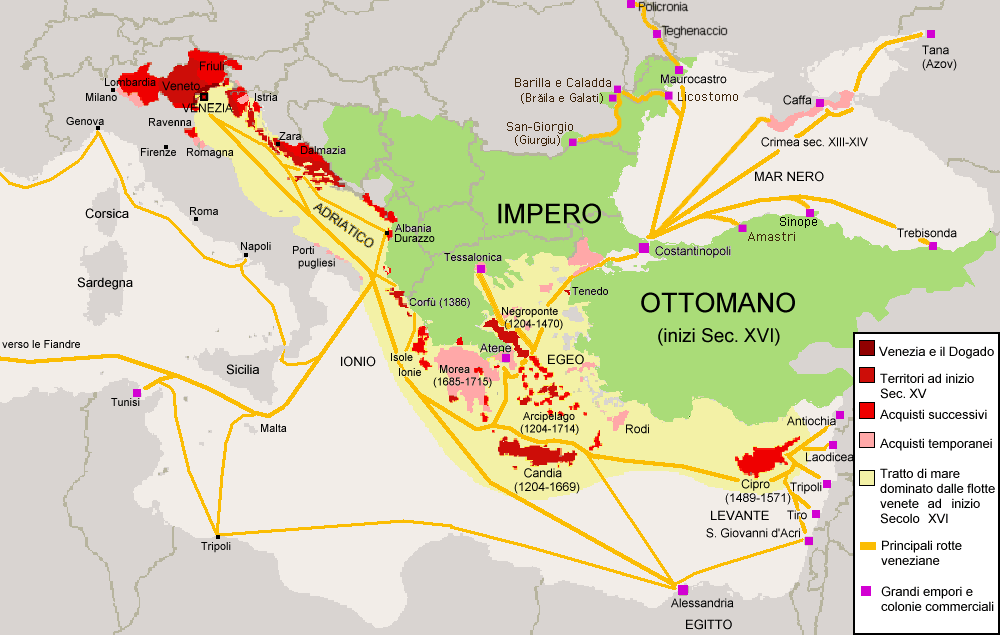
Mappa della rete commerciale, di cui Sebenico risultava uno snodo importante, e dei possedimenti della Repubblica di Venezia tra il XV e il XVI secolo, nel periodo di massima espansione

Nel 1412 Sebenico passò sotto il dominio della Repubblica di Venezia, rimanendoci fino alla sua caduta, che avvenne nel 1797. Sebenico era già stata conquistata dalla Repubblica di Venezia nel 1322, rimanendo nei suoi domini fino al 1357, quando fu riconquistata dal Regno di Ungheria. 
La Repubblica di Venezia posizionò a Sebenico la sede di una dogana e decise di fare della città dalmata un importante punto di snodo del monopolio del sale, il cui traffico partiva da Chioggia dirigendosi in tutto il Mare Adriatico. Fu durante la seconda epoca veneziana che la città cambiò nome, sui documenti ufficiali, dal croato Šibenik all'italiano Sebenico.
Durante il secondo periodo veneziano Sebenico diventò un importante centro culturale della Dalmazia. Tra gli umanisti di Sebenico che diedero un importante contributo alla cultura croata ed europea ci furono i dalmati italiani Natale Bonifacio, Francesco Difnico, Giorgio Sisgoreo, Antonio Veranzio, Fausto Veranzio, Tommaseo ed il croato Dinko Zavorović, primo romanziere croato della storia. 
La maggior parte degli edifici del moderno storico sono stati costruiti in questa epoca storica, in particolare tra il 1431 e il 1536, principalmente in stile gotico e in stile rinascimentale.

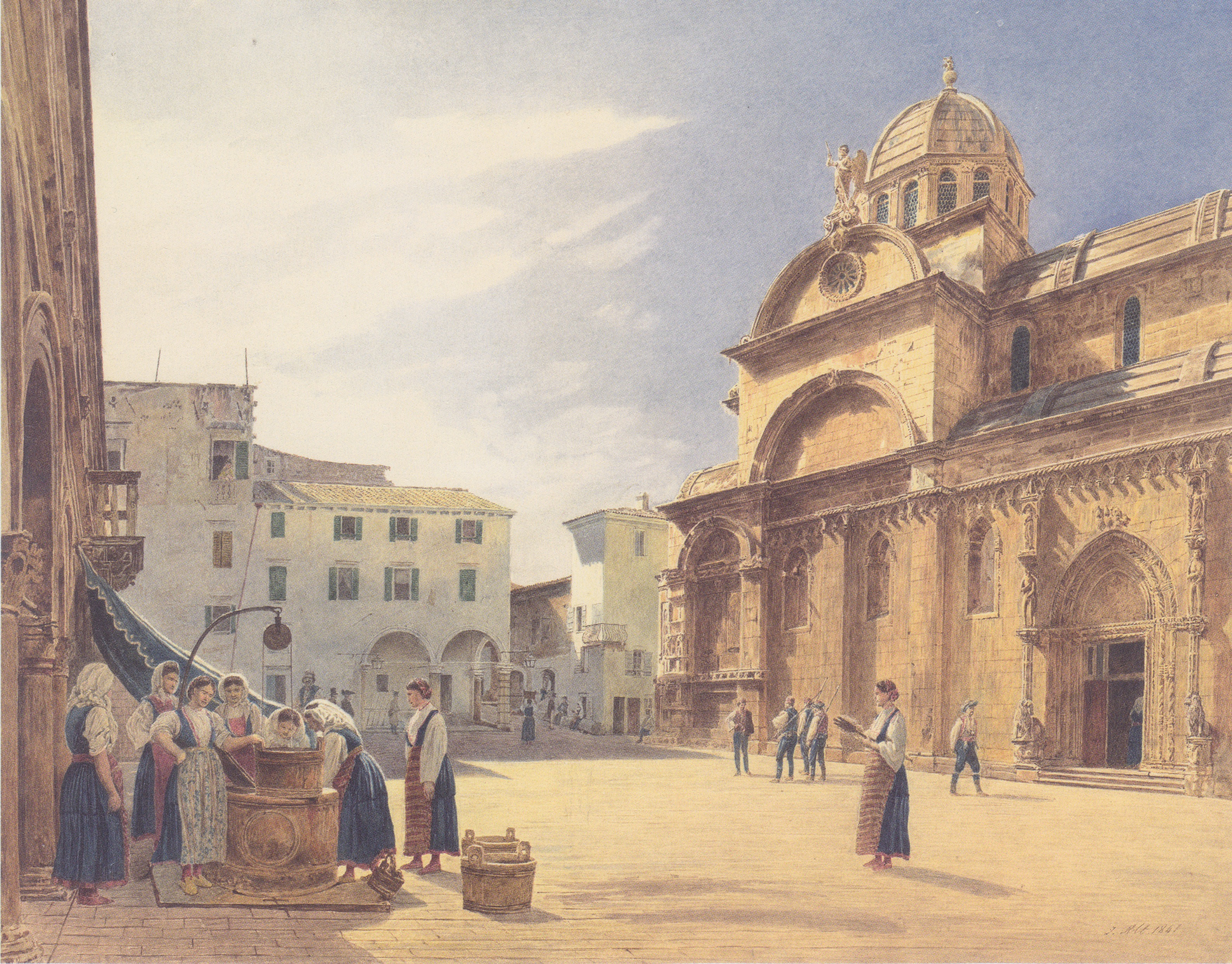
Scorcio del centro storico di Sebenico su un dipinto del 1841

Nel 1417 Sebenico subì una serie attacco da parte dei Morlacchi, popolazione appartenente al gruppo dei Valacchi ora ridotti a un esiguo numero, che all'epoca erano diffusi anche nell'entroterra della città. Fu di questa epoca la costruzione delle prime imponenti mura difensive, che fu resa necessaria dai continui scontri tra la Repubblica di Venezia e l'Impero ottomano, a volte sfociate nelle cosiddette guerre turco-veneziane, che durarono dal XVI al XVII secolo. L'azione di guerra più cruenta che subì la città fu la battaglia di Sebenico, che avvenne nel 1647 e che rimane una delle azioni di guerra più importanti che siano state combattute nei pressi della città dalmata. 
Fu durante la guerra di Candia, combattuta tra il 1645 e il 1669 tra la Repubblica di Venezia e l'Impero ottomano e conosciuta anche come quinta guerra turco-veneziana, che ebbe come posta in palio il possesso dell'isola di Creta, il più grande e più ricco tra i possedimenti veneziani d'Oltremare, poi persa dai veneti, che iniziò il processo di migrazione dei Morlacchi dall'entroterra di Sebenico verso la città. A metà del XVI secolo la popolazione di Sebenico fu falcidiata da un'epidemia di peste che causò un declino anche economico che fu poi recuperato grazie a una lenta ma graduale ripresa. 

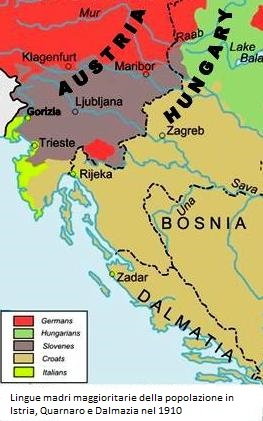
Lingue madri maggioritarie della popolazione in Istria, Quarnaro e Dalmazia nel 1910

Dopo la caduta della Repubblica di Venezia Sebenico entrò a far parte dell'Impero austriaco in seguito al Congresso di Vienna (1815), che fu convocato dopo la sconfitta di Napoleone, venendo assegnata al Regno di Dalmazia, territorio sotto il dominio diretto della corona austriaca, rimandoci fino al termine della prima guerra mondiale (1918). 
Le autorità asburgiche stabilirono che il Regno di Dalmazia sarebbe stato governato da una propria assemblea, chiamata Sabor, con sede a Zara, dove si potevano confrontare i due maggiori partiti politici austriaci dell'epoca, ovvero il Partito autonomista e il Partito popolare. La Dalmazia diventò quindi una monarchia, avente come lingua ufficiale il tedesco, governata da un'élite locale bilingue (italiana e croata). 
Come conseguenza della terza guerra d'indipendenza italiana (1866), che portò all'annessione del Veneto al Regno d'Italia, l'amministrazione imperiale austriaca, per tutta la seconda metà del XIX secolo, aumentò le ingerenze sulla gestione politica del territorio per attenuare l'influenza del gruppo etnico italiano temendone le correnti irredentiste. 
Durante la riunione del consiglio dei ministri del 12 novembre 1866 l'imperatore Francesco Giuseppe I d'Austria tracciò un progetto di ampio respiro mirante alla germanizzazione o slavizzazione dell'aree dell'impero con presenza italiana:
(Francesco Giuseppe I d'Austria, consiglio della Corona del 12 novembre 1866.)

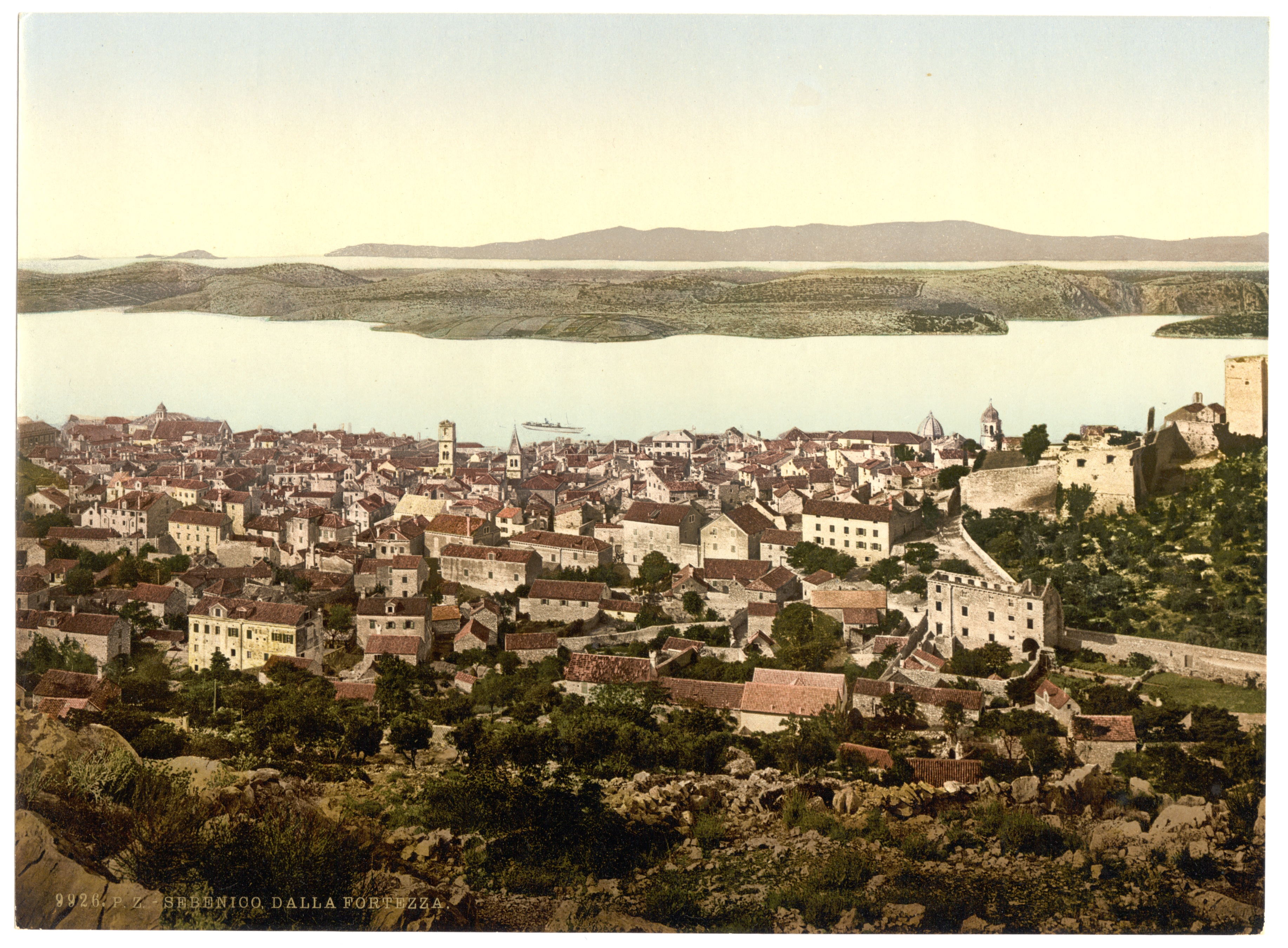
Panorama di Sebenico verso la fine del XIX secolo

Come prima conseguenza normativa, nel 1872, fu abolito l'uso del nome italiano della città (Sebenico) su tutti i documenti ufficiali, che fu sostituito da quello croato (Šibenik). Sempre nel 1872, alle prime elezioni del nuovo corso politico, Ante Šupuk divenne il primo sindaco di Sebenico di etnia croata, che ricoprì questa carica dal 1872 al 1882, dal 1886 al 1892 e dal 1896 al 1903. Ante Šupuk ebbe un ruolo importante nel processo di modernizzazione della città. 
Nello specifico, Ante Šupuk è ricordato per il progetto, datato 1895, finalizzato alla realizzazione degli impianti pubblici di illuminazione stradale, che furono poi alimentati dalla centrale idroelettrica di Jaruga. A lavori ultimati, il 28 agosto 1895, Sebenico divenne la prima città al mondo ad avere un impianto di illuminazione stradale pubblica funzionante a corrente alternata, che fu voluto da Nikola Tesla.
Nel 1909 la lingua italiana venne vietata in tutti gli edifici pubblici e gli italiani furono ufficialmente estromessi dalle amministrazioni comunali. Quindi anche Sebenico fu coinvolta nel processo di croatizzazione della Dalmazia avvenuto durante la dominazione austroungarica. Queste ingerenze, insieme ad altre azioni di favoreggiamento al gruppo etnico slavo ritenuto dall'impero più fedele alla corona, esasperarono la situazione andando ad alimentare le correnti più estremiste e rivoluzionarie.

### Epoca contemporanea

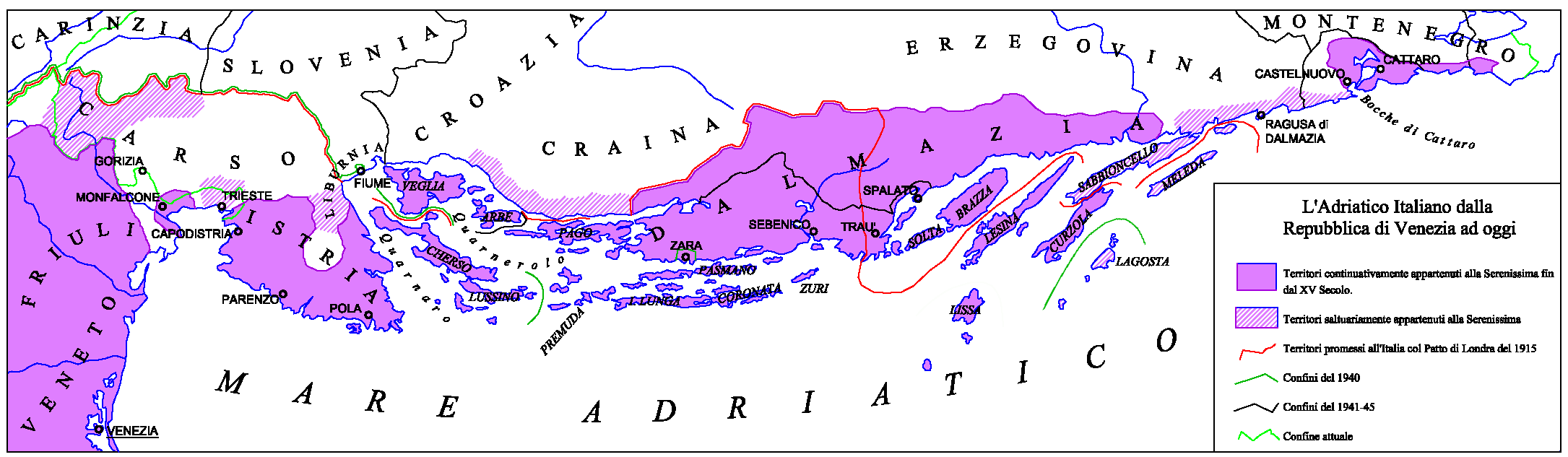
Cartina della Dalmazia e della Venezia Giulia coi confini previsti dal Patto di Londra (linea rossa) e quelli invece effettivamente ottenuti dall'Italia (linea verde). In fucsia sono invece indicati gli antichi domini della Repubblica di Venezia

Il 6 novembre 1918, dopo la resa dell'Impero austro-ungarico, le navi da guerra italiane entrarono nel porto di Sebenico congedando le forze armate austroungariche. La regione divenne quindi oggetto di un'aspra contesa, e localmente si acuì all'estremo la tensione fra l'elemento italiano e la maggioranza slava. 

L'occupazione italiana durò fino al 12 giugno 1921, quando Sebenico fu ufficialmente annessa al Regno dei Serbi, Croati e Sloveni senza contestazioni da parte italiana, vista la firma del trattato di Rapallo (1920), ritenuto soddisfacente da entrambe le parti, che ratificò la sistemazione del confine in Venezia Giulia tra Italia Regno dei Serbi, Croati e Sloveni, nonché delle frontiere dello Stato libero di Fiume, città-stato indipendente formata dalla sola municipalità di Fiume. 
Come conseguenza, gli italiani rinunciarono ufficialmente alle loro rivendicazioni su Sebenico e sul resto della Dalmazia, la cui parte settentrionale, nel 1919, venne invece assegnata, contro la volontà dell'Italia e a dispetto del Patto di Londra, al nuovo Regno dei Serbi, Croati e Sloveni. La mancata annessione della Dalmazia all'Italia fu una delle cause di insoddisfazione che portarono alla definizione di "vittoria mutilata", che venne in parte mitigata dal già citato trattato di Rapallo. Non di meno, nel corso della conferenza del trattato di Rapallo, venne anche avanzata la proposta di creare uno Stato dalmata indipendente di cui Sebenico avrebbe fatto parte, proposta che non ebbe seguito.
Con l'annessione della maggior parte della Dalmazia al Regno dei Serbi, Croati e Sloveni, si verificò l'esodo di una parte consistente degli italiani ed italofoni della Dalmazia verso la città dalmata di Zara l'isola dalmata di Lagosta (invece annesse al Regno d'Italia) e verso la penisola italiana stessa. Ai dalmati italiani rimasti – diverse migliaia concentrati prevalentemente a Veglia, Sebenico, Spalato, Traù, Ragusa e in alcune isole – fu concesso il diritto di richiedere la cittadinanza italiana – rinunciando a quella jugoslava – grazie ad alcune clausole contenute nel trattato di Rapallo (1920), che consentiva loro di rimanere nel Regno dei Serbi, Croati e Sloveni senza dover emigrare verso l'Italia.

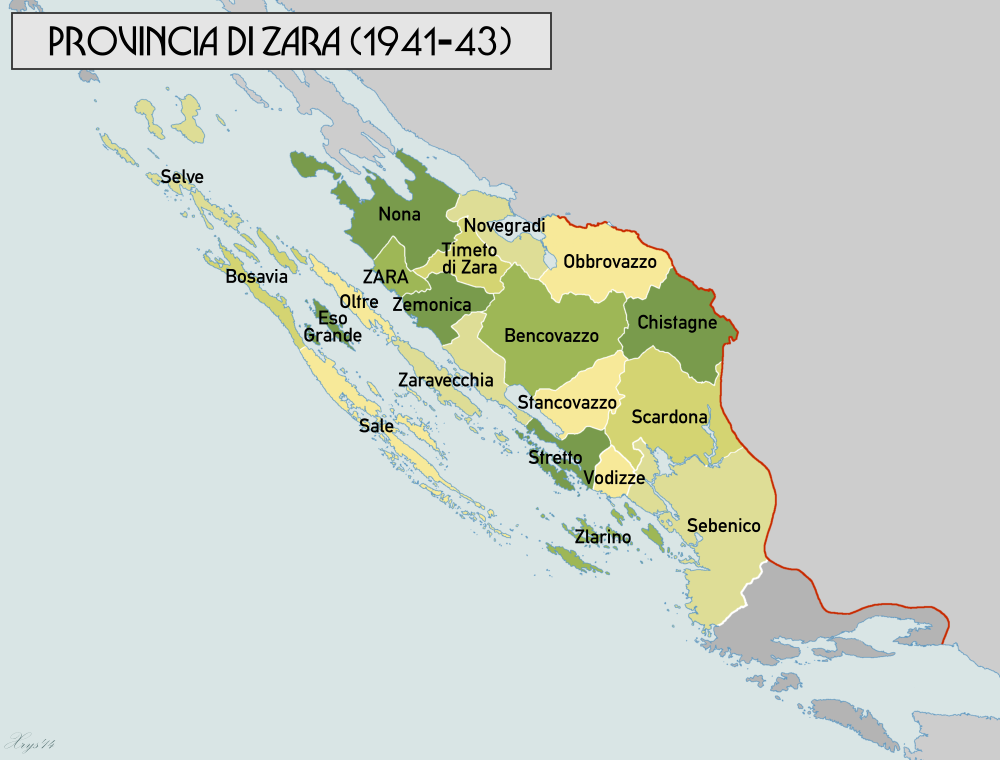
Mappa dell'ampliata provincia italiana di Zara, che ha compreso anche Sebenico dal 1941 al 1943

Dato che la città dalmata di Zara fu annessa al Regno d'Italia, Sebenico assorbì gran parte del traffico portuale di quest'ultima, un tempo destinato all'entroterra dell'Impero austroungarico, trasformandosi gradualmente in un importante porto del Regno dei Serbi, Croati e Sloveni, poi diventato Regno di Jugoslavia. 
Il 15 aprile 1941, durante l'invasione della Jugoslavia, operazione militare della seconda guerra mondiale, Sebenico fu occupata militarmente, così come tutta la Dalmazia, dalle truppe italiane del Regio Esercito. Poco dopo il governo italiano istituì il Governatorato della Dalmazia, divisione amministrativa che esistette tra l'aprile 1941 e il settembre 1943 e che comprendeva la provincia italiana di Spalato e la provincia italiana di Cattaro, entrambe costituite nell'occasione, mentre la già esistente provincia italiana di Zara fu notevolmente ampliata comprendendo ora anche Sebenico
Il Governatorato della Dalmazia fu la riproposizione dell'omonimo ed effimero istituto impiantato dagli italiani in Dalmazia all'indomani della sconfitta dell'Austria-Ungheria del 4 novembre 1918, e sgomberato in seguito agli accordi italo-jugoslavi sfociati nel Trattato di Rapallo (1920). Dall'aprile 1941 iniziarono a formarsi le prime organizzazioni partigiane, che confluirono poi nella Esercito Popolare di Liberazione della Jugoslavia. 
Dopo il proclama Badoglio dell'8 settembre 1943, con cui si annunciò l'entrata in vigore dell'armistizio di Cassibile, il Regno d'Italia cessò le ostilità verso gli Alleati dando inizio di fatto alla resistenza italiana contro il nazifascismo. Sebenico fu quindi occupata dalle truppe tedesche, ora diventate nemiche degli italiani. 

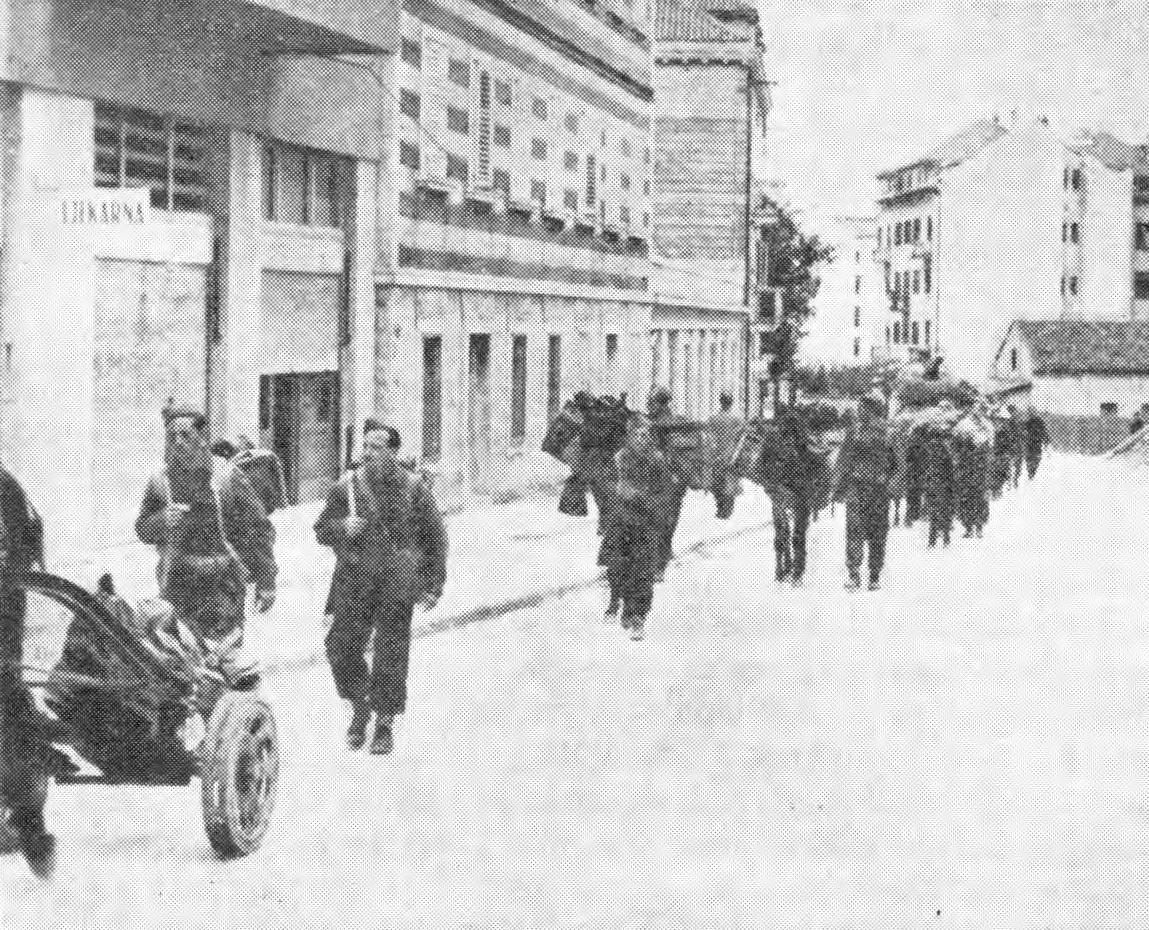
I partigiani jugoslavi entrano a Sebenico nel novembre 1944

I tedeschi istituirono subito dopo, sul territorio di alcune provincie italiane, la Zona d'operazioni del Litorale adriatico, area di operazione militare sottoposta a diretto controllo tedesco. Durante questa fase della seconda guerra mondiale, dal 1943 al 1944, Sebenico fu ripetutamente bombardata dagli Alleati. Come conseguenza di questi bombardamenti strategici, il centro storico della città fu distrutto, incluso il municipio. 
Il 3 novembre 1944, poco dopo l'occupazione di Sebenico da parte dell'Esercito Popolare di Liberazione della Jugoslavia, ci fu il rilascio ufficiale, in città, dei partigiani jugoslavi precedentemente arrestati dai nazifascisti. Sebenico diventò sede del consiglio antifascista di Stato per la liberazione popolare della Croazia, divenendo de facto la capitale della Croazia, status che mantenne dal 31 dicembre 1944 al 13 maggio 1945. Successivamente, con la fine della seconda guerra mondiale, Sebenico entrò a far parte della Repubblica Socialista di Croazia, Stato federato della Repubblica Socialista Federale di Jugoslavia.

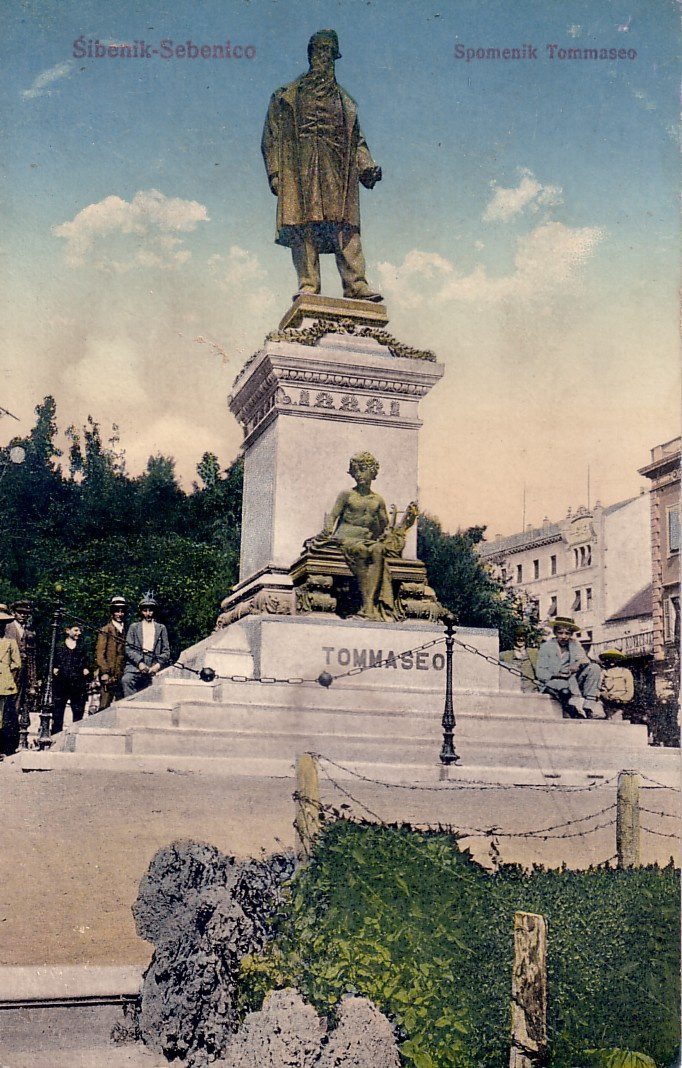
La statua del patriota italiano sebenicense Niccolò Tommaseo, presente un tempo nella piazza principale di Sebenico, demolita dopo la seconda guerra mondiale

Con il successivo ritorno alla Jugoslavia, Sebenico iniziò a conoscere una fase di crescita economica che portò all'impianto di molte industrie. Vennero effettuati anche investimenti pubblici, come l'apertura del ponte di Sebenico (1963) e la realizzazione dell'autostrada A1 adriatica, che iniziò a collegare la parte continentale della Jugoslavia con la parte costiera della Dalmazia passando anche da Sebenico. 
Anche dopo l'annessione di Sebenico alla Jugoslavia continuò il processo di croatizzazione della città, il cui evento più eclatante fu la distruzione della statua eretta in onore del linguista, scrittore e patriota sebenicense di etnia italiana Niccolò Tommaseo, che era situata nella piazza dove sorge il parco cittadino. Al suo posto oggi sorge una statua differente. 
La posizione geografica di Sebenico diventò notevolmente più strategica, anche da un punto di vista economico. Nel 1979, in questo contesto di crescita economica, a Sebenico si svolsero una parte delle gare degli VIII Giochi del Mediterraneo, la cui sede principale era Spalato. L'edizione dei Giochi tenutasi a Spalato viene considerata come un'edizione croata, sebbene la nazione ospitante fosse ai tempi la Jugoslavia.
Durante la guerra d'indipendenza croata (1991-1995), che contribuì a portare alla dissoluzione della Jugoslavia, Sebenico e il suo territorio circostante furono coinvolti in modo diretto, visto che in più fasi del conflitto, soprattutto in quelle iniziali, il fronte di guerra passava in tale zona. Qui avvenne, tra l'altro, la battaglia di Sebenico (16-23 settembre 1991), spesso definita la "battaglia di settembre", che rappresentò la prima vittoria delle neo costituite Forze armate della Repubblica di Croazia contro l'esercito jugoslavo e le truppe paramilitari della Repubblica Serba di Krajina, Stato secessionista della Repubblica Socialista di Croazia, che ormai aveva dichiarato l'indipendenza. Sebbene sotto armati, il nascente esercito croato e gli abitanti di Sebenico riuscirono a difendere la città.
I bombardamenti danneggiarono numerosi edifici e monumenti, tra cui la cupola della cattedrale di San Giacomo e il teatro, che è stato costruito nel 1870. Durante un'operazione militare compiuta nell'agosto 1995 l'esercito croato sconfisse le forze serbe riconquistando le aree precedentemente occupate. Ciò permise alla regione di riprendersi dalle sofferenze patite durante il conflitto prima che la guerra terminasse, permettendo l'inizio della sua ripresa economica, che continuò costantemente fino a far raggiungere alla regione una situazione economica stabile e di benessere, consolidato soprattutto dal turismo. Da allora, le aree danneggiate della città sono infatti state completamente restaurate.

## Monumenti e luoghi d'interesse

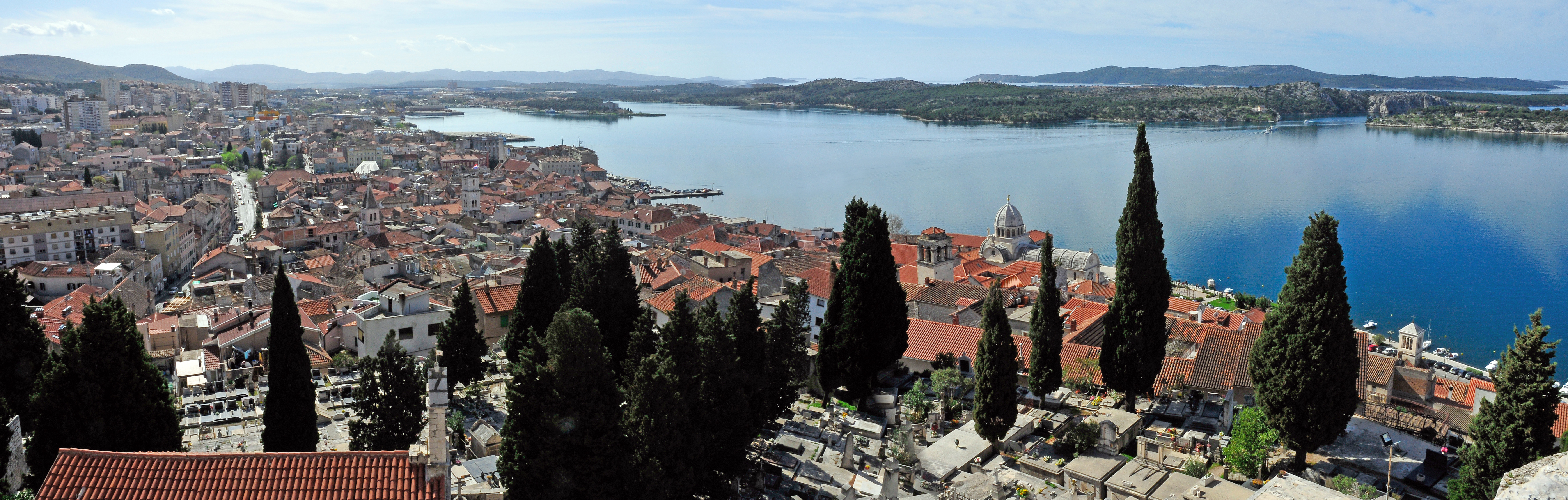
Panorama di Sebenico dalle colline retrostanti

A Sebenico sono presenti due edifici che sono stati inseriti nell'elenco dei Patrimoni dell'Umanità dell'UNESCO, la cattedrale di San Giacomo e la fortezza di San Nicolò, quest'ultima facente parte del circuito culturale UNESCO delle opere di difesa veneziane tra XVI e XVII secolo: Stato da Terra-Stato da Mar occidentale. La motivazione dell'inserimento nella lista dell'UNESCO della cattedrale di Sebenico è stata la seguente:

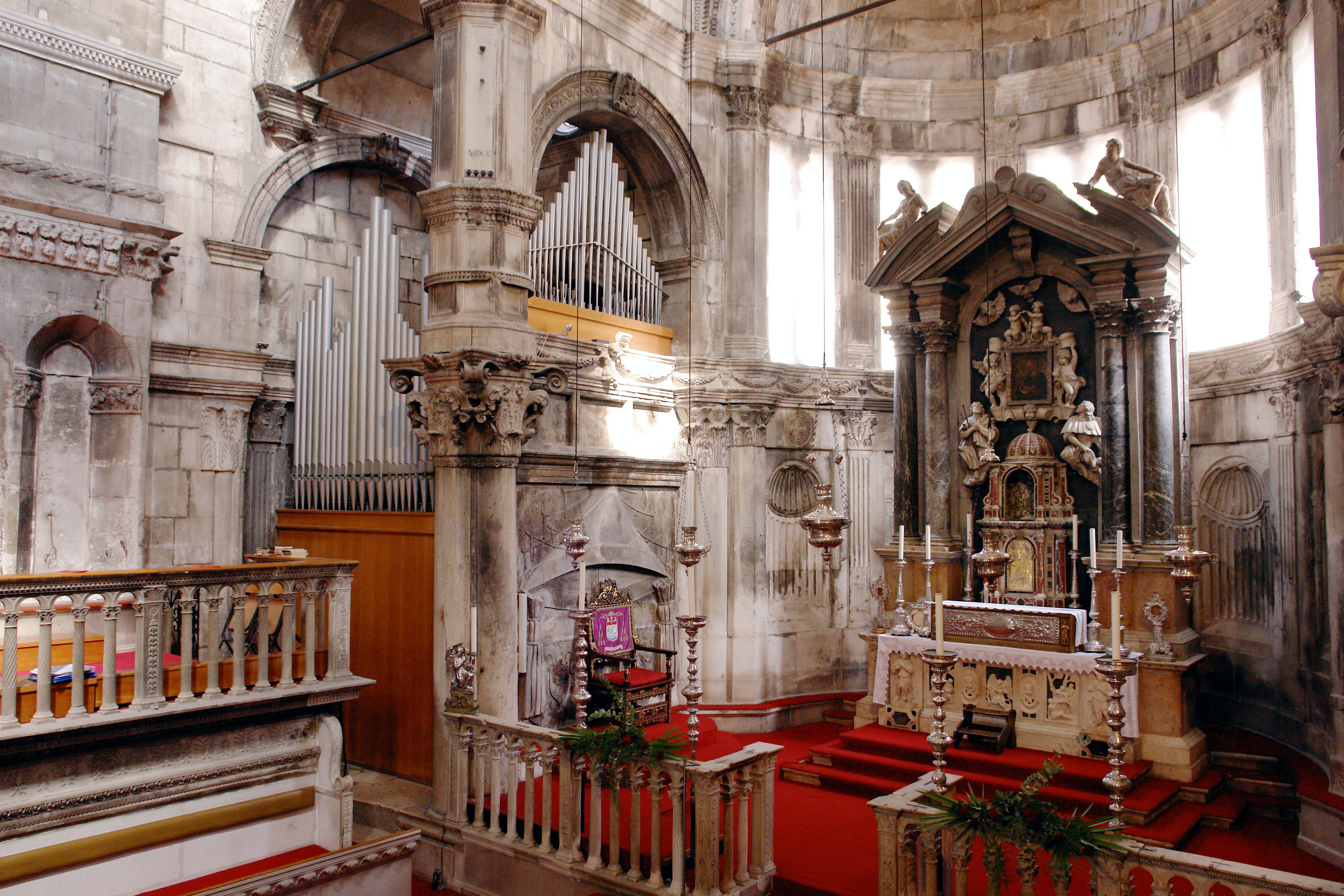
Interni della cattedrale di San Giacomo

Criterio II - La cattedrale di San Giacomo è il risultato fecondo di intensi scambi fra tre regioni culturalmente diverse: l'Italia centro-settentrionale, la Dalmazia e la Toscana nei secoli XV e XVI. Questi interscambi hanno creato le condizioni per soluzioni uniche ed eccezionali ai problemi tecnici e strutturali relativi alla costruzione della copertura e della cupola
Criterio IV - La cattedrale di San Giacomo a Sebenico è una testimonianza unica del passaggio dal Gotico al Rinascimento in un'architettura religiosa.»
(Motivazioni per l'iscrizione della cattedrale di Sebenico nei beni patrimonio dell'Umanità dell'UNESCO)
Lo stato veneziano era infatti suddiviso in tre ripartizioni, lo Stato da Tera, che erano i territori conquistati dalla Repubblica di Venezia nell'entroterra padano-veneto, lo Stato da Màr, ovvero i suoi domini marittimi, cioè i territori oggetto del primo moto d'espansione del potere veneziano (l'Istria, la Dalmazia, l'Albania Veneta, la Morea, le isole Egee, le isole Ionie, Candia e Cipro) e infine il Dogado, ossia il territorio metropolitano della capitale Venezia.
La fortezza di San Nicolò fa parte, insieme ad altre cinque fortezze distribuite tra l'Italia, la Croazia e il Montenegro, distanti fino a 1 000 km, che sono situati dalla Lombardia all'estrema costa adriatica orientale. Le fortificazioni erano sorte nello Stato da Terra per proteggere la Repubblica di Venezia dalle potenze europee che avrebbero potuto attaccare da nord-ovest, mentre quelle dello Stato da Mar per proteggere le vie marittime e i porti del Mare Adriatico dalle incursioni provenienti da oriente. Tutte queste opere difensive erano necessarie per sostenere l'espansione e l'autorità della Repubblica di Venezia. Peculiarità architettonica di Sebenico è la presenza di scalinate negli antichi vicoli del centro storico, che sono costituite complessivamente da circa 2 800 gradini.

### Architetture religiose

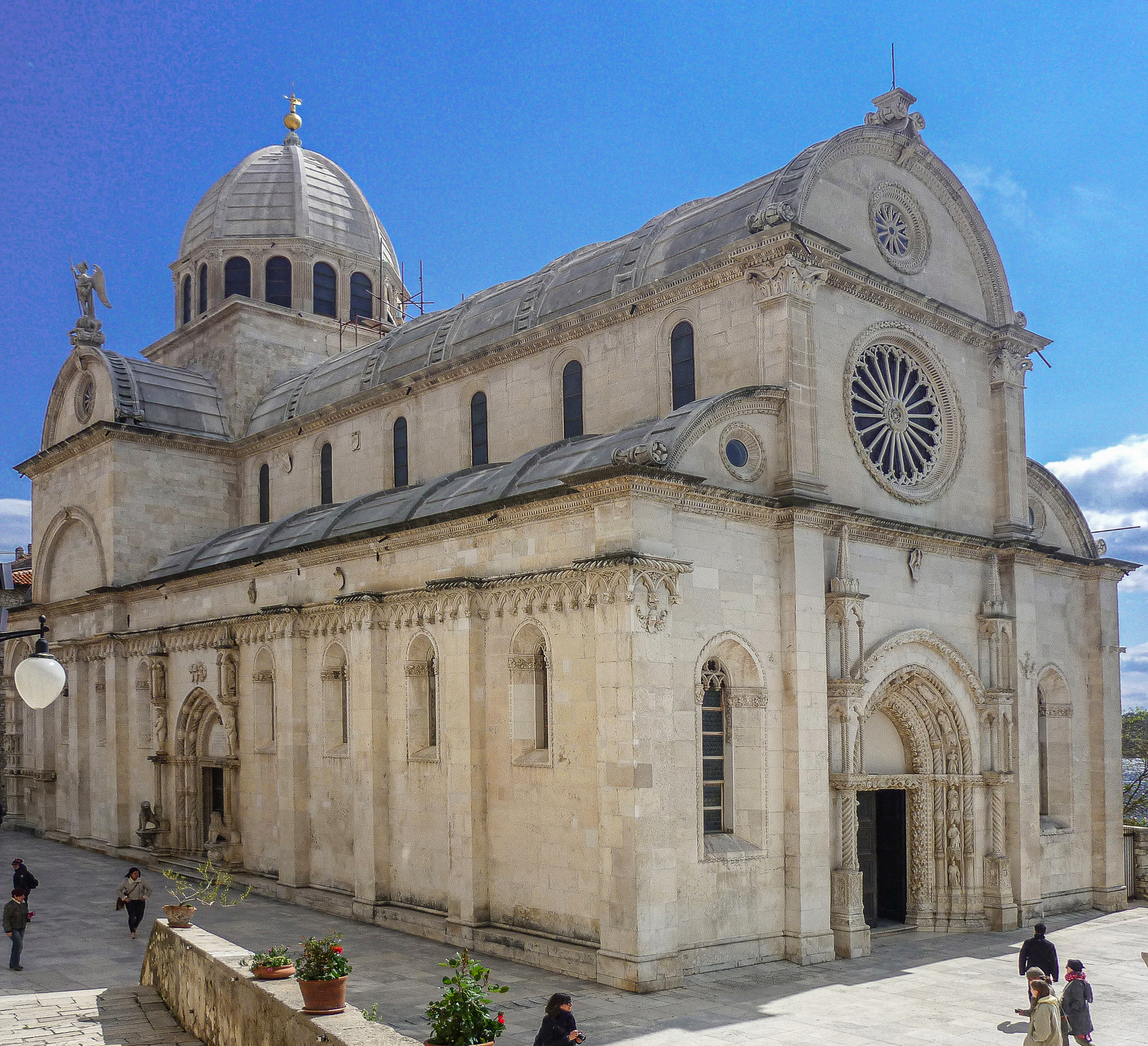
La cattedrale di San Giacomo

Cattedrale di San GiacomoLa costruzione della cattedrale di San Giacomo venne iniziata nel 1431 su un edificio preesistente. La sua edificazione venne affidata a Giorgio Orsini. Realizzata con pietre provenienti dalle isole di Brazza, Curzola, Arbe e Veglia, fu terminata nel 1536 da Niccolò Fiorentino.
Intorno alla cattedrale, esternamente alle absidi, corre un fregio scolpito con teste realistiche raffiguranti 71 abitanti precisi che dimoravano in città all'epoca della costruzione della chiesa. All'interno vi è un notevole fonte battesimale sorretto da tre angeli disegnati da Giorgio Orsini e realizzati da Andrea Alessi.
Nella piazza dove sorge la cattedrale è situata una statua dedicata a Giorgio Orsini, che è stata realizzata in tempio recenti da Ivan Meštrović. Come già accennato, prima della seconda guerra mondiale, era anche presente una statua eretta in onore dello scrittore sebenicense Niccolò Tommaseo, poi abbattuta in quanto simbolo di italianità. Nel 2000 la cattedrale di San Giacomo è stata inclusa nella lista dei patrimoni dell'umanità dell'UNESCO.
Santuario di San NicolaQuesto complesso religioso, che è dedicato a san Nicola Tavelić, primo santo croato, canonizzato il 21 giugno 1970 da papa Paolo VI, è uno dei santuari più importanti della costa dalmata. Il monastero, e la chiesa che si trova all'interno del santuario, sono dedicati a san Francesco d'Assisi. In particolare, la chiesa di San Francesco fu eretta nella seconda metà del XV secolo nella parte sud-orientale del centro storico, nei pressi del mare. Fu intorno ad essa che si sviluppò poi l'intero santuario.
Palazzo Vescovile di SebenicoIn stile gotico-rinascimentale, è stato realizzato nella seconda metà del XV secolo. I costanti lavori di rammodernamento che si sono svolti nei secoli ne hanno fatto perdere l'aspetto originale. Le uniche parti risalenti al tempo della costruzione che sono giunte sino a noi sono la facciata e il portale principale d'ingresso.

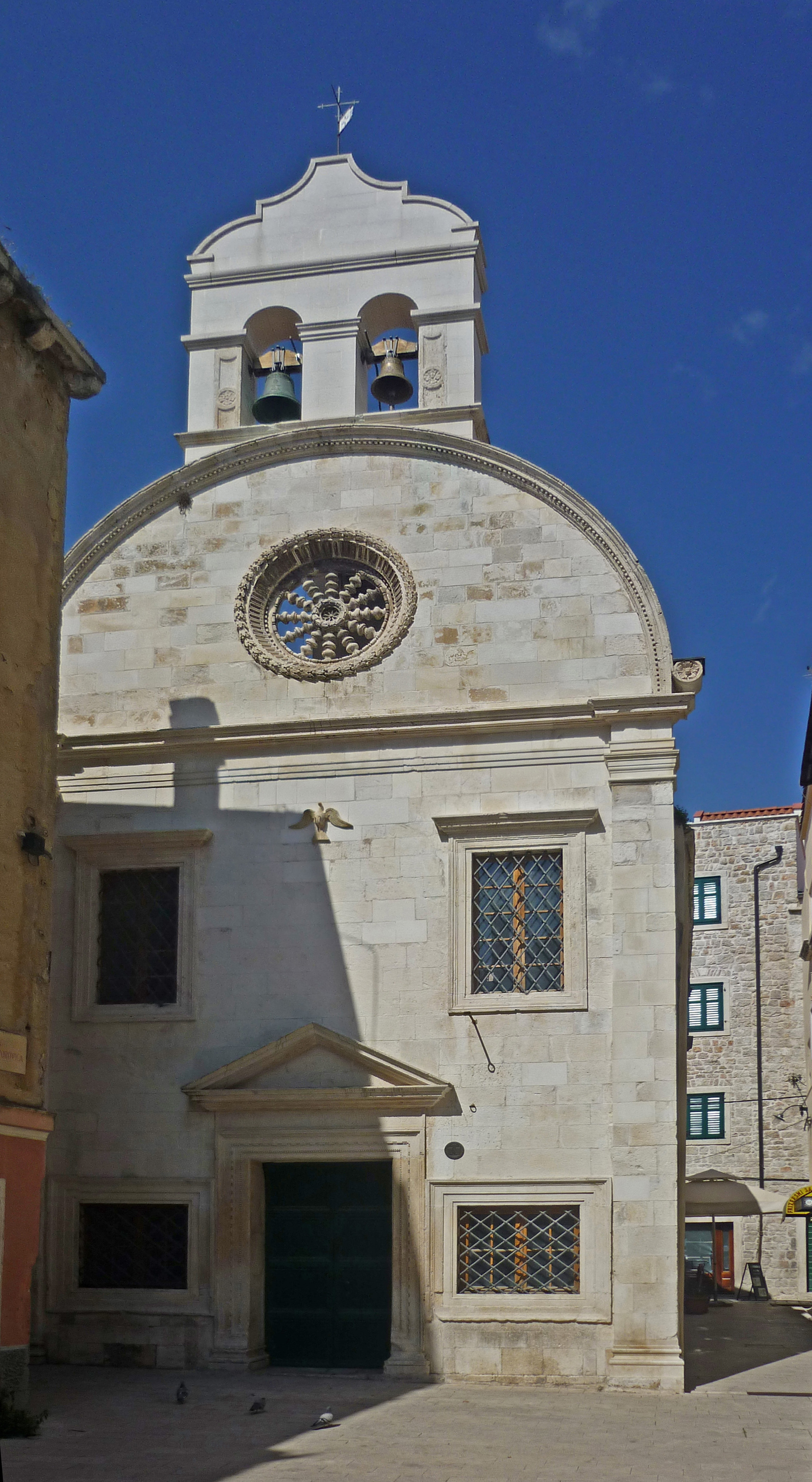
La chiesa del Santo Spirito

Chiesa del Santo SpiritoLa chiesa del Santo Spirito si trova in pieno centro storico. Realizzata sui resti di un edificio religioso più antico, che risaliva al Medioevo, fu danneggiata nel 1458 da un grande incendio che distrusse un gran numero di edifici. Venne realizzata praticamente ex novo a partire dal XVI secolo.
Chiesa di San NicolaLa chiesa di San Nicola era originariamente di riferimento per la confraternita dei marinai e dei costruttori navali di Sebenico. Costruita nel XVII secolo in stile barocco, si trova nei pressi del luogo dove anticamente era situato il vecchio cantiere navale di Sebenico. Di rilievo artistico e architettonico è anche il suo campanile, che è stato eretto nel 1672.
Chiesa di San GiorgioLa chiesa di San Giorgio è uno dei più antichi edifici sacri di Sebenico, dato che è stata innalzata nel XIV secolo in stile misto romanico-gotico. Dedicata a san Giorgio di Matteo, si trova in pieno centro storico in una delle vie antiche della città, che nel Medioevo era chiamata Camerino. Essa era all'epoca una delle vie di comunicazione più importanti della Sebenico medievale.

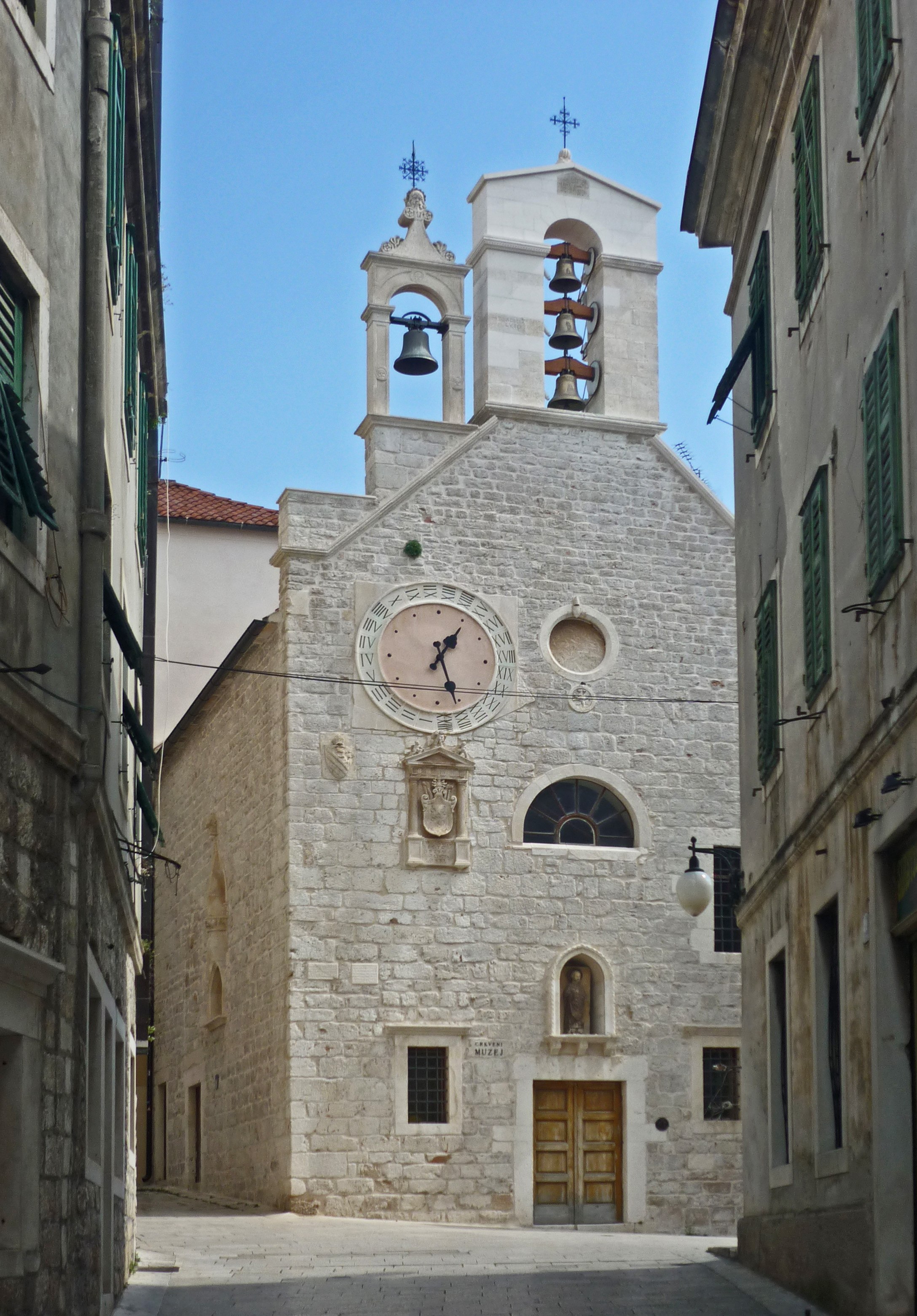
La chiesa di Santa Barbara

Chiesa di Santa BarbaraLa chiesa di Santa Barbara si trova non lontano dalla cattedrale lungo una strada che poi converge verso l'antica piazza principale della città (oggi chiamata Trg Republike Hrvatske). Inizialmente dedicata a san Benedetto da Norcia, la chiesa fu poi intitolata a san Nicola di Bari perché apparteneva all'omonima abbazia, che era situata nei pressi della fortezza di San Nicola.

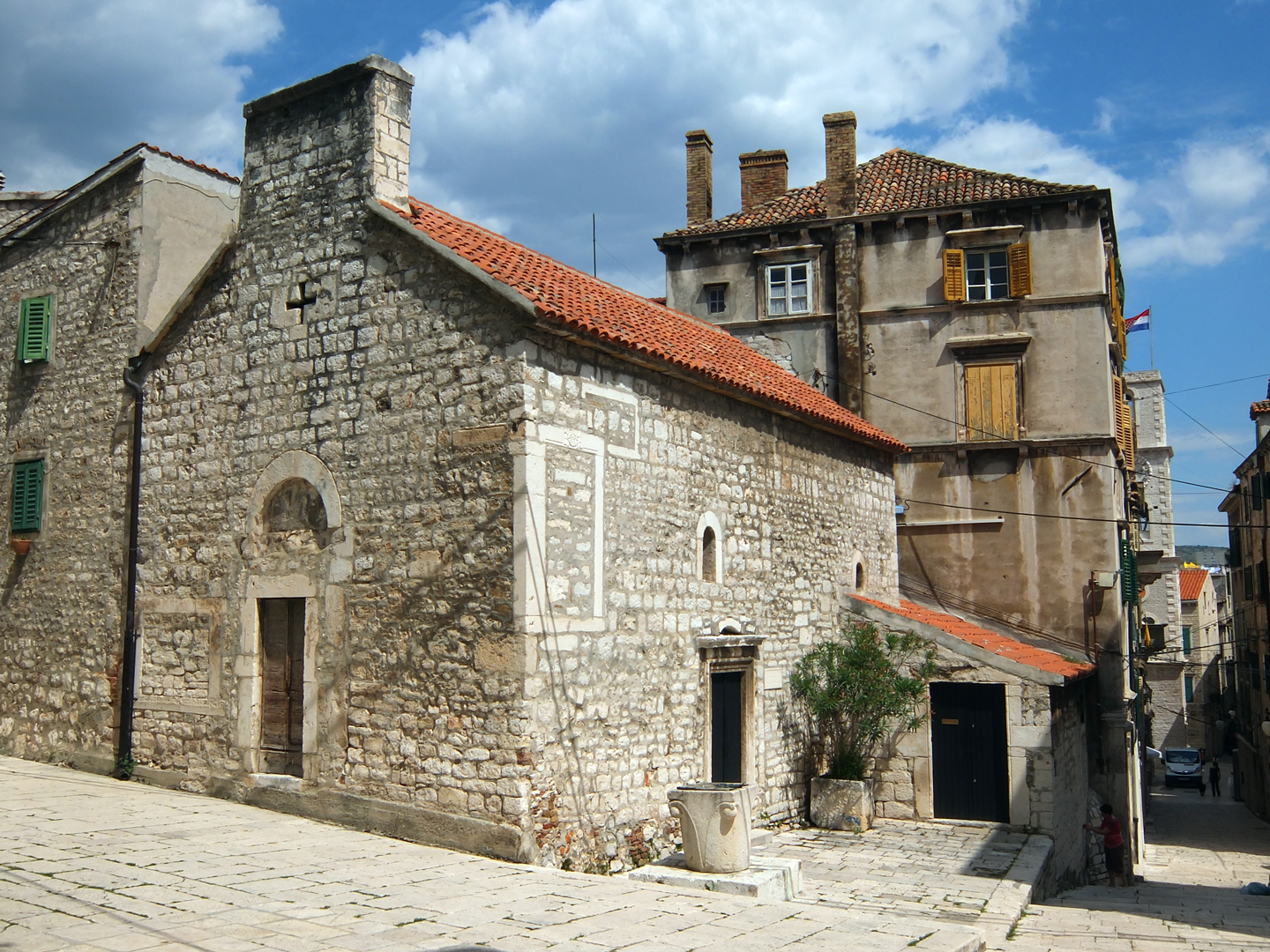
La chiesa di San Crisogono

Chiesa di San CrisogonoRisalente al XII secolo, è situata nel pieno centro storico di Sebenico. È il più antico edificio religioso presente a Sebenico, originariamente costruito in stile romanico, venendo menzionato per la prima volta nel 1124.
Monasteri benedettini di Santa Lucia e di San SalvezzaFondato nel 1639, il monastero di Santa Lucia possiede alcuni elementi architettonici risalenti a un precedente monastero romanico realizzato nel XII secolo. Dedicato a santa Lucia, questo monastero è stato estremamente importante per lo sviluppo dell'istruzione a Sebenico. Il Monastero di Santa Lucia è il secondo convento benedettino a Sebenico per antichità. Il più antico è infatti il piccolo convento annesso alla chiesa di San Salvezza, che è stato istituito nel XIV secolo.

### Architetture civili

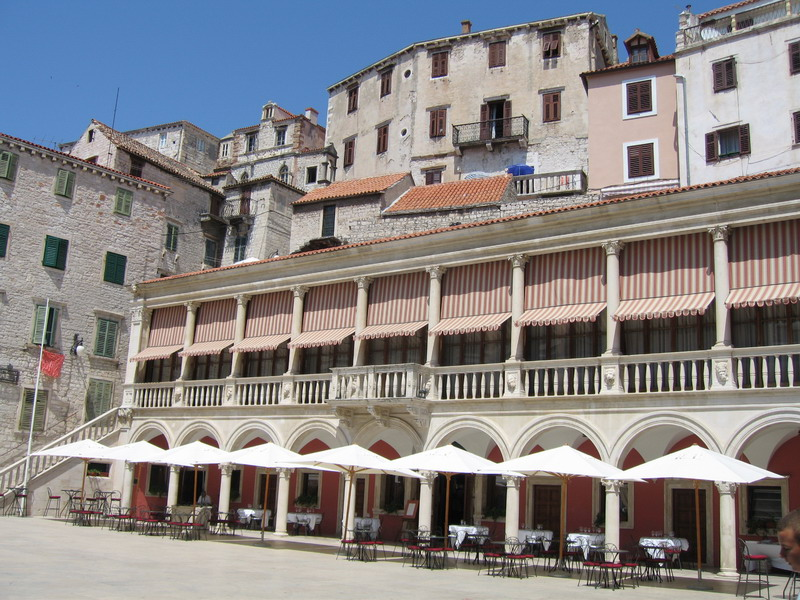
La Loggia Grande

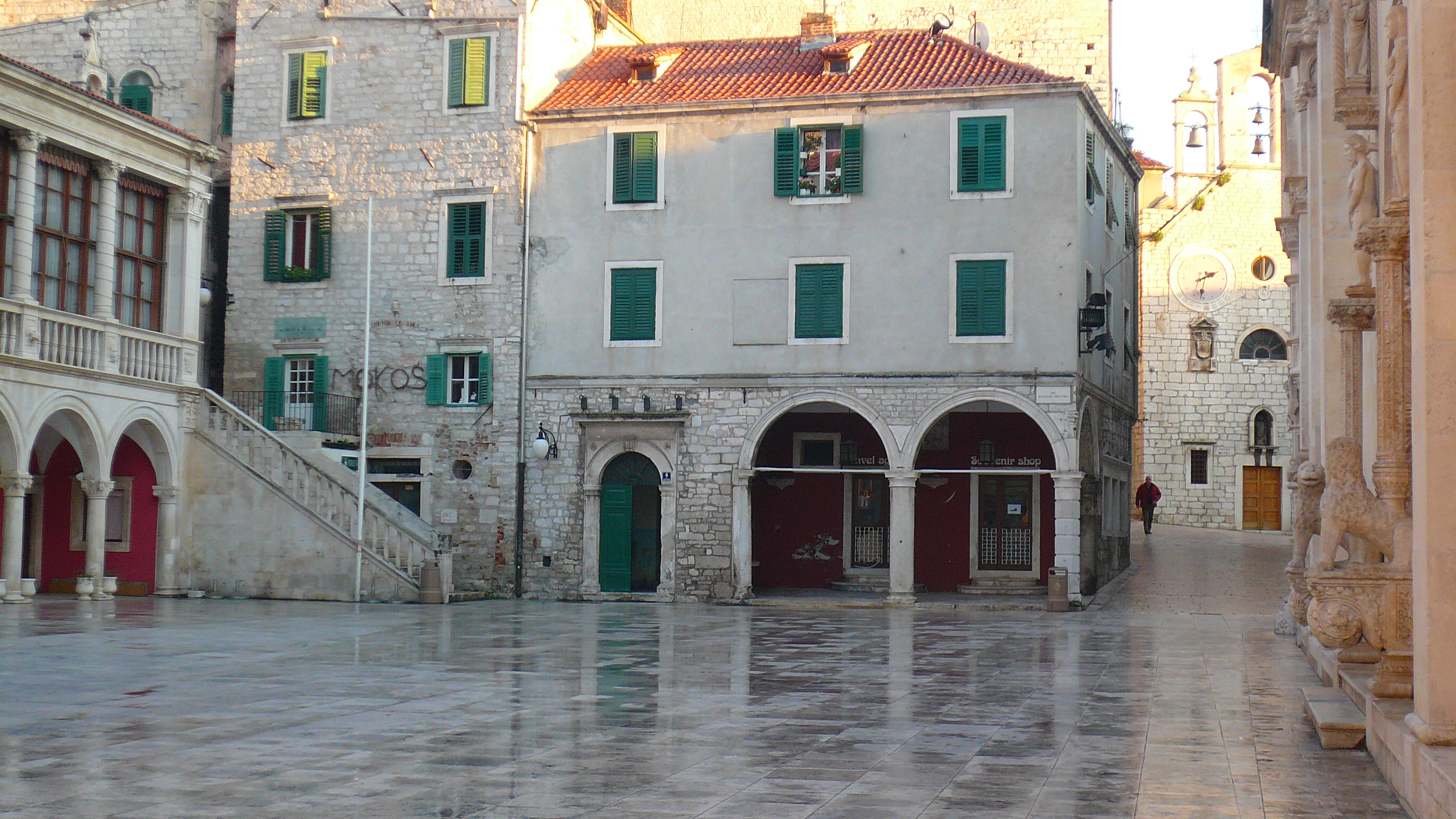
La Piccola Loggia

Loggia GrandeA lato della cattedrale si trova la Loggia Grande, sede del consiglio comunale in epoca veneziana, originariamente costruita tra il 1533 e il 1546 da Michele Sammicheli, ma ricostruita fedelmente dopo la distruzione nel 1943 che avvenne in seguito a un bombardamento.
Piccola LoggiaFu costruita nel XVI secolo sul lato est della piazza principale della città vecchia, tra il municipio di Sebenico e la cattedrale. La Piccola Loggia serviva come sede per le aste pubbliche e come luogo dove venivano effettuate le chiamate di corte. La colonna centrale del porticato fungeva anche da "colonna di vergogna" (la cosiddetta "berlina"), dove erano legati i delinquenti.

### Architetture militari
Fortezza di San NicolòLa fortezza di San Nicolò è un forte marittimo venne costruito dalla Repubblica di Venezia nel XVI secolo sull'isola di Ljuljevac, che si trova di fronte al faro della spiaggia di punta Sant'Andrea (rt Jadrija), sul lato sinistro (meridionale) dello sbocco del canale marittimo di Sant'Antonio (kanal Sv. Ante), il quale conduce alla città di Sebenico.. La struttura rinascimentale costituisce uno dei rari esempi di fortificazione a forma triangolare, nonché una delle prime realizzazioni della cosiddetta opera a corno o a tenaglia. Dal 9 luglio 2017 la fortezza di San Nicolò è stata riconosciuta dall'UNESCO quale patrimonio mondiale dell'umanità all'interno del circuito culturale UNESCO delle opere di difesa veneziane tra XVI e XVII secolo: Stato da Terra-Stato da Mar occidentale.
Fortezza di San MicheleLa città è dominata dai resti della fortezza di San Michele, collocata su un'altura alla quale si arriva salendo per la città vecchia. Sorge su una collina rocciosa alta 70 m sopra il livello del mare ed è stato per secoli il centro militare di Sebenico. In questo luogo sono stati trovati i reperti archeologici più antichi di Sebenico, che risalgono al Medioevo, epoca di fondazione della città. Alcuni di essi sono legati alla prima fortezza costruita a Sebenico che serviva a difendere la primigenia comunità di Krešimirova, che ha dato poi origine alla città moderna. La fortezza di San Michele viene citata per la prima volta, sui documenti, nell'anno 998.
Fortezza BaroneSi trova a nord della città vecchia a poche centinaia di metri a sud-est della fortezza di Santa Ivana. Si trova a 80 metri sul livello del mare, su una collina dove in precedenza era situata una piccola chiesa dedicata a San Giorgio. Costruita nel 1646, fu chiamata in questo modo in onore del barone Cristoph Martin von Degenfeld, nobile tedesco al servizio della Repubblica di Venezia.
Fortezza di Santa IvanaLa fortezza di Santa Ivana si trova in cima alla collina a nord della città vecchia di Sebenico, a 115 metri sul livello del mare. Prende il nome dalla cappella di Santa Ivana, piccolo edificio religioso esistente fin dal 1638 che fu demolito proprio per la costruzione del forte. La fortezza fu eretta nel 1646 contemporaneamente alla costruzione della fortezza del Barone. Con essa ha svolta un ruolo fondamentale nel difendere Sebenico dagli attacchi dell'Impero ottomano.

### Aree verdi

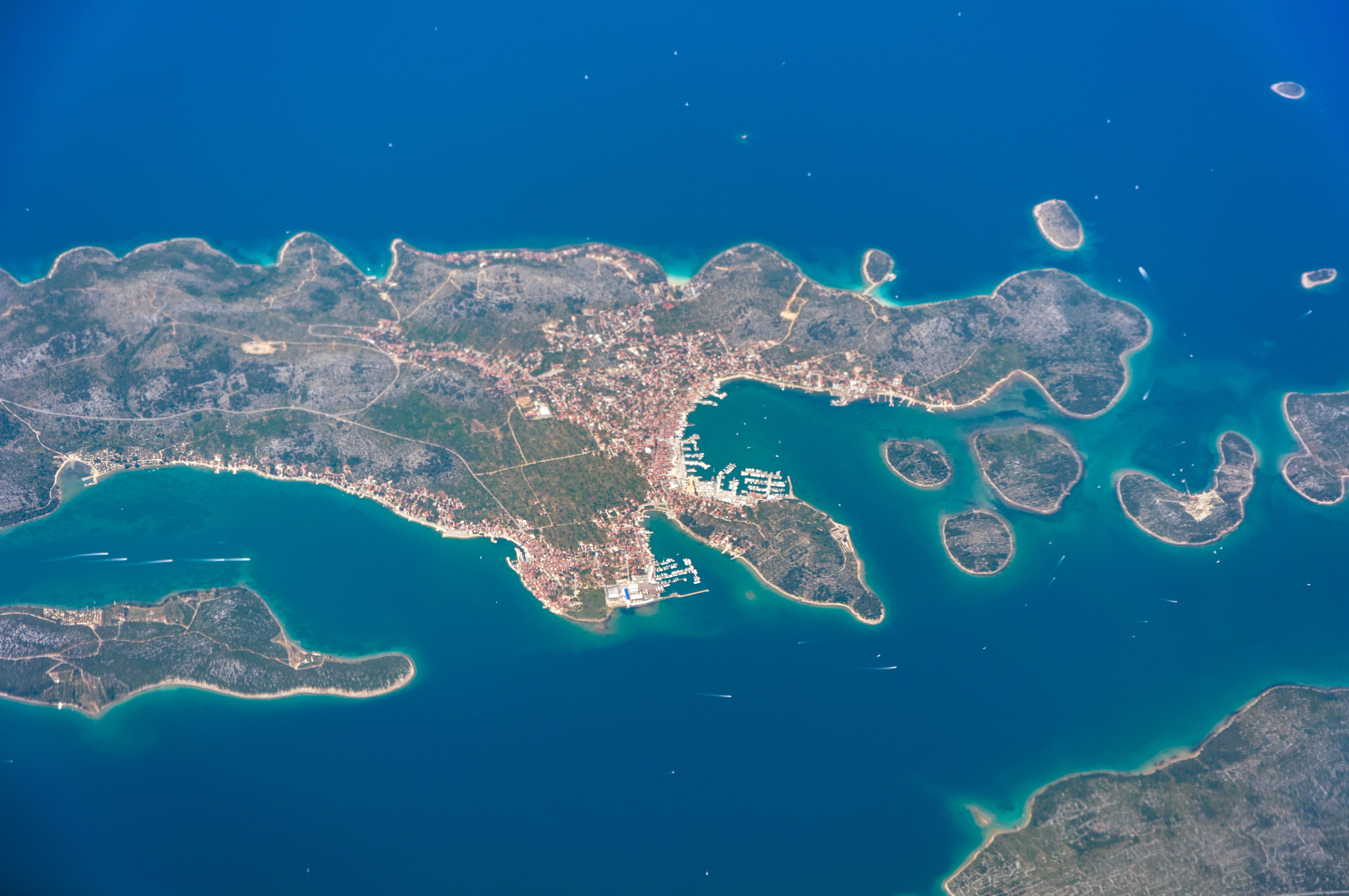
Scorcio dell'arcipelago di Sebenico, con in primo piano la parte settentrionale dell'isola di Morter

Su parte del territorio periferico di Sebenico sono stati istituiti due parchi nazionali, il Parco nazionale delle Incoronate e il Parco nazionale della Cherca, mentre il circondario della città è anche interessato dal lembo sud-orientale del Parco naturale del lago di Vransko. Tutte queste aree verdi sono ricche di flora, fauna, scorci naturali di rilievo ambientale, come cascate, e di siti archeologici e storici.
A Sebenico è presente il Parco Memoriale Šubićevac, dal nome in croato della fortezza Barone (tvrđava Šubićevac), parco comunale inaugurato nel 1962 e dedicato agli eccidi che fecero i fascisti italiani tra il 1941 e il 1943. Nei pressi della fortezza Barone, durante la seconda guerra mondiale, vennero giustiziati molti patrioti croati antifascisti.

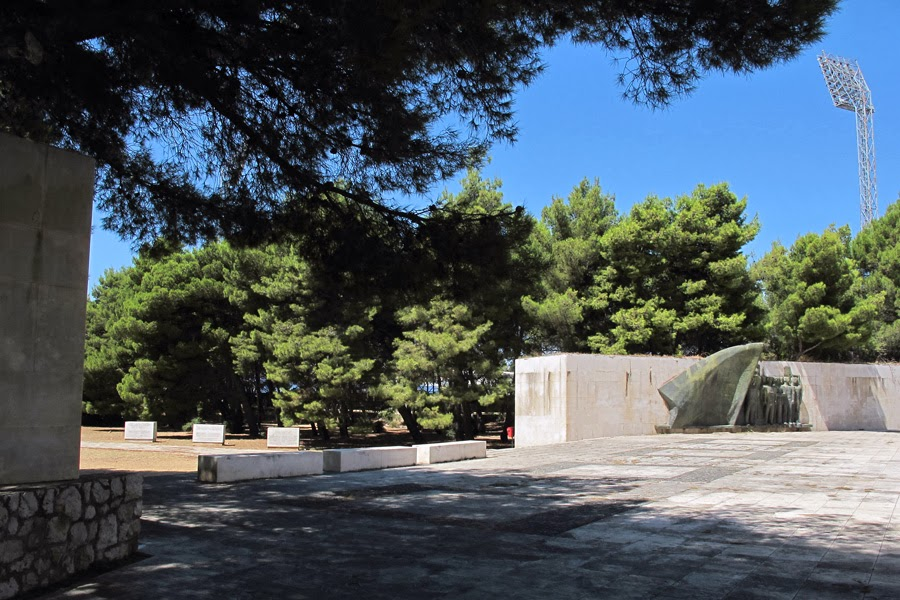
L'ingresso del Parco Memoriale Šubićevac

Degne di nota sono le isole Incoronate, che sono situate a ovest di Sebenico e che non hanno insediamenti abitativi permanenti. Comprendono circa centocinquanta isole localizzate su un'area marina di 320 km2 facendone il più denso arcipelago del Mar Mediterraneo. 
Le isole Incoronate sono comprese tra Zara e l'arcipelago di Sebenico. Nel 1980 ottantanove fra isole, isolotti e scogli, e la loro area marina circostante, sono state dichiarate parco nazionale. Due terzi del parco nazionale delle isole Incoronate è situato nell'isola Incoronata, isola principale dell'arcipelago, che è l'unica con una fonte di acqua potabile. 
A volte anche le isole Incoronate sono elencate come facenti parte dell'arcipelago di Sebenico, gruppo di isole situate di fronte alla città, in quanto amministrativamente appartengono al comune di Morter-Incoronate.

## Società

### Evoluzione demografica
Abitanti censiti (migliaia):

### Etnie e minoranze straniere
Secondo il censimento ufficiale croato del 2011, la città di Sebenico contava 43 332 abitanti totali, di cui 34 302 insediati nei centri urbani al di fuori dell'abitato di Sebenico propriamente detto. Nell'anno in questione la composizione etnica era formata da croati (corrispondente al 94,6% della popolazione totale), seguiti dai serbi (3,1%) e da altre etnie straniere, che hanno un peso sempre minore in termini di percentuali. Secondo il censimento del 2001 i dati erano invece di 51 553 abitanti totali (con il 94% di croati e il 3% di serbi).

### La presenza autoctona di italiani
Secondo il linguista Matteo Bartoli, all'inizio delle guerre napoleoniche (1803), l'italiano era l'idioma parlato come prima lingua da circa il 33% della popolazione dalmata. Secondo il censimento austriaco del 1865 la percentuale dei dalmati italiani raggiungeva il 12,5% del totale nella regione.
A Sebenico, a fine ottocento, secondo i successivi censimenti austriaci, la popolazione italiana era maggioritaria nella città vecchia (circa il 55% degli abitanti era di etnia italiana), pur risultando minoritaria a livello di comune compresi tutti i sobborghi (qui la percentuale era di circa il 20%). Dopo la prima guerra mondiale e l'annessione della città al Regno di Jugoslavia, iniziò l'esodo di gran parte della popolazione dalmata di madrelingua italiana, soprattutto verso Zara, Lagosta e verso l'Istria. In seguito alla seconda guerra mondiale, la popolazione italiana scomparve quasi completamente con il nuovo esodo giuliano dalmata.
Oggi a Sebenico sono rimasti pochissimi italiani, 16 persone, ossia lo 0,03% secondo il censimento del 2011, che si appoggiano alla vicina Comunità italiana di Spalato.

### Lingue e dialetti
La madrelingua più diffusa è il croato, che è parlato dal 98,25% della popolazione, seguono poi altre lingue che raggiungono complessivamente l'1,75%.
| %      | Ripartizione linguistica (gruppi principali) |
| ------ | -------------------------------------------- |
| 0,19%  | madrelingua bosniaca                         |
| 0,06%  | madrelingua tedesca                          |
| 98,25% | madrelingua croata                           |
| 0,04%  | madrelingua italiana                         |
| 0,09%  | madrelingua macedone                         |
| 0,35%  | madrelingua albanese                         |
| 0,36%  | madrelingua serba                            |

## Cultura

### Istruzione

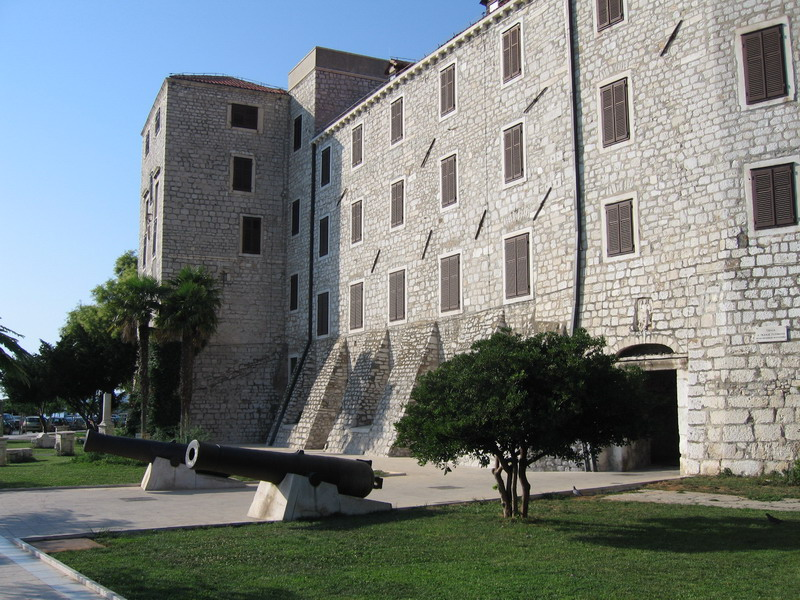
Il Palazzo della Principessa, che ospita il Museo della città di Sebenico

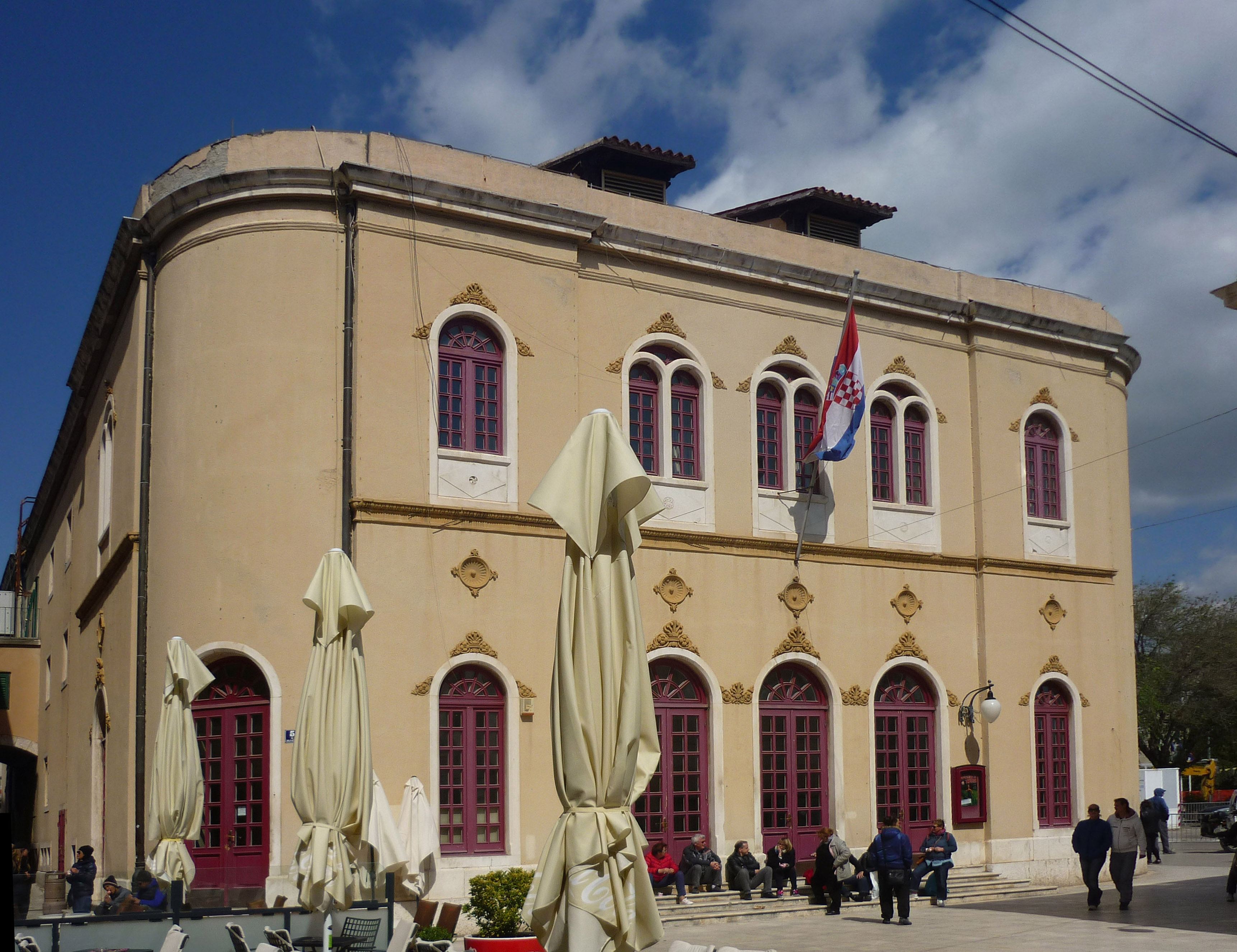
Il Teatro nazionale croato di Sebenico, che ospita costantemente eventi teatrali e musicali

A Sebenico sono presenti nove plessi scolastici di istruzione primaria e nove di istruzione secondaria, nonché un plesso universitario, il Politecnico di Sebenico.

### Musei
Il Museo Civico di Sebenico è uno spazio espositivo fondato nel 1925 costituito dalle sezioni di archeologia, storico antica, storia moderna, storia contemporanea e etnografia che è ospitato all'interno del Palazzo della Principessa. All'interno del museo è anche presente un laboratorio che si occupa del restauro e della conservazione dei reperti. La sua finalità è la costante raccolta, conservazione ed esposizione del patrimonio culturale e storico della Regione di Sebenico e Tenin. Le collezioni comprendono numerosi oggetti di grande valore storico che sono stati fondamentali per lo studio della storia di Sebenico, dai tempi più antichi ai giorni nostri. 
Sebenico possiede altri tre musei, tutti ospitati in edifici religiosi: nella chiesa di San Giorgio (museo di arte), nella chiesa di Santa Barbara (museo di arte sacra) e nella chiesa di San Crisogono (galleria d'arte).

### Musica
Durante gli anni sessanta e gli anni settanta del XX secolo Sebenico fu alla ribalta nazionale jugoslava per la sua produzione musicale. I cantanti più famosi, originari e operanti a Sebenico, furono Mišo Kovač, Arsen Dedić e Vice Vukov. Questa poliedrica e storica cultura musicale ha dato poi origine all'organizzazione, costante negli anni, di eventi musicali differenti e variegati.

### Eventi
A Sebenico si tiene regolarmente, dal 1960, il Festival internazionale dei bambini (in croato, Međunarodni Dječji Festival), che inizia il 2 giugno continuando per due settimane. È l'evento culturale più importante della città. Il festival comprende eventi artistici legati alla danza, al teatro e all'arte in generale dove sono protagonisti artisti e compagnie di fama internazionale. 
In genere questi eventi vengono organizzati all'interno della fortezza di San Michele. Nel 2016 si è aggiunto un nuovo evento organizzato a Obognano, isolotto disabitato situato a est della città e facente parte dell'arcipelago di Sebenico, che comprende momenti musicali, attività ludiche e manifestazioni artistiche. 
Il già citato Arsen Dedić, uno degli autori musicali più acclamati della Croazia, ha fondato il Festival della canzone dalmata (in croato Stvori Festival dalmatinske šansone), che è organizzato verso la metà di agosto e che presto si è guadagnato un'importante spazio nel panorama musicale croato. 
Il compositore croato Jakov Gotovac, nel 1922, fondò la Società filarmonica, importante riferimento musicale della città. Il compositore Franz von Suppé, sebbene nativo di Spalato, visse la sua carriera musicale a Sebenico contribuendo a far crescere la cultura musicale sebenicense.

## Geografia antropica

### Suddivisioni storiche

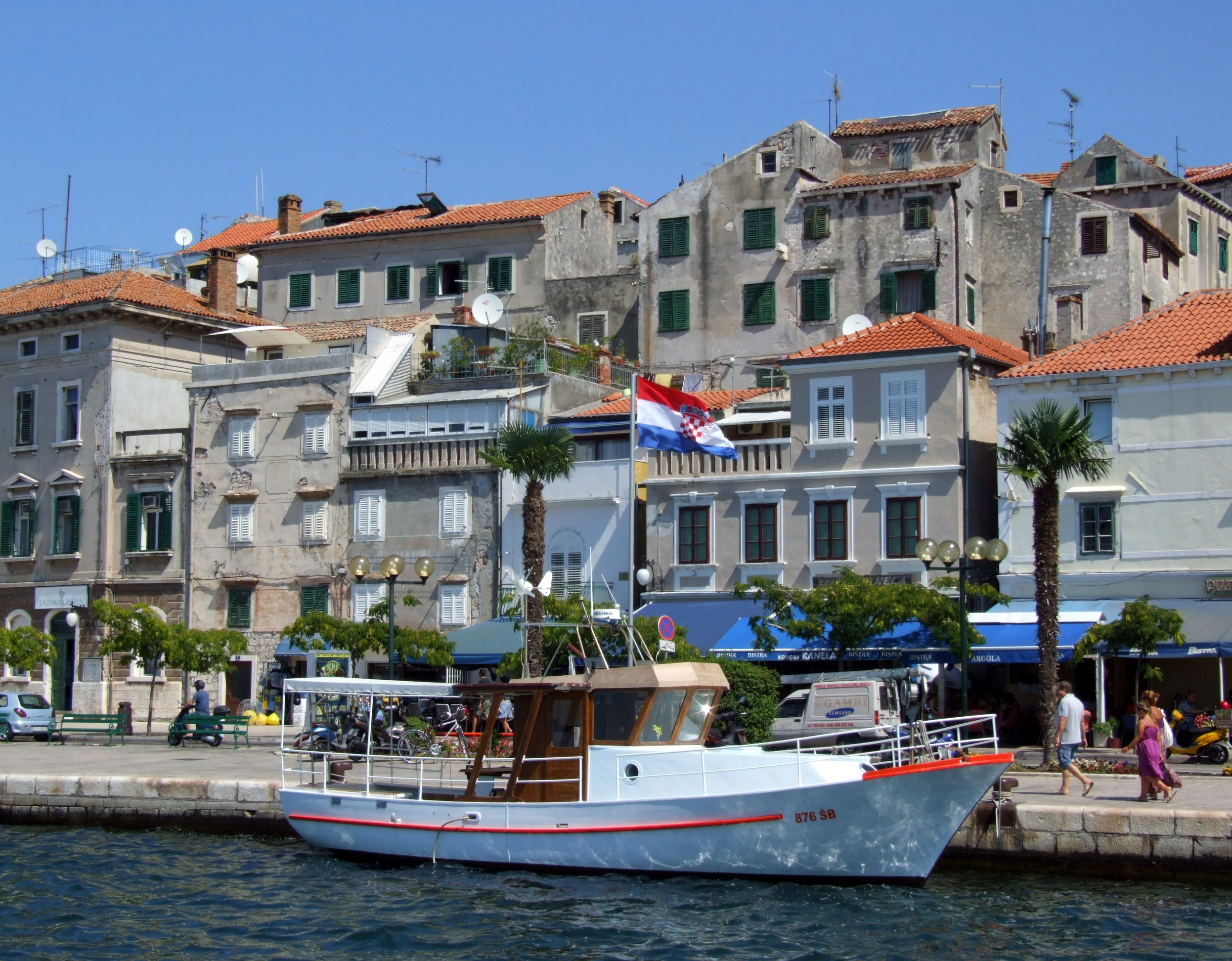
Il porto di Sebenico

Il comune di Sebenico è suddiviso in circoscrizioni cittadine (per il territorio urbano. In croato sono chiamate gradski kotari), e in comitati locali (per il territorio suburbano. In croato sono chiamate mjesni odbori), che sono elencati qui sotto (tra parentesi il nome in lingua italiana): 
- Baldekin (Baldacchino)
- Bioci (Terre Bianche)
- Crnica (Terra Nera)
- Klobušac (I Frati)
- Križ (Santa Croce)
- Mandalina (Santa Maddalena)
- Meterize (Le Meterisse)
- Mažurica (Maggiorìa)
- Pušac (San Francesco)
- Rokić (San Rocco)
- Skopinac (Vescovà)
- Vidici (San Vito)

Storicamente, il centro storico di Sebenico è stato suddiviso nei seguenti rioni: Borgo di Mare (Dolac), Borgo di Terra (Varoš), Città Vecchia (Grad) e Città Alta (Gorica).

### Moderne località
Il comune di Sebenico è costituito da 32 insediamenti (naselja), di seguito elencati. Tra parentesi il nome in lingua italiana, che a volte è desueto.
- Boraja (Boraia), 249 ab.
- Brnjica (Bergnizza), 72 ab.
- Brodarica (Brodarizza[46]), 2.137 ab.
- Čvrljevo (Ciurglievo), 64 ab.
- Donje polje (Campo d'Abbasso[47]), 267 ab.
- Jadrtovac (Castell'Andreis[48][49]), 171 ab.
- Kaprije (Capri[47][50][51] o Capri di Dalmazia, Caprie[52]), 189 ab.
- Konjevrate (Cognorata[53] o Cognevrata), 173 ab.
- Krapanj (Crappano[52][54][55]), 170 ab.
- Danilo, 376 ab.

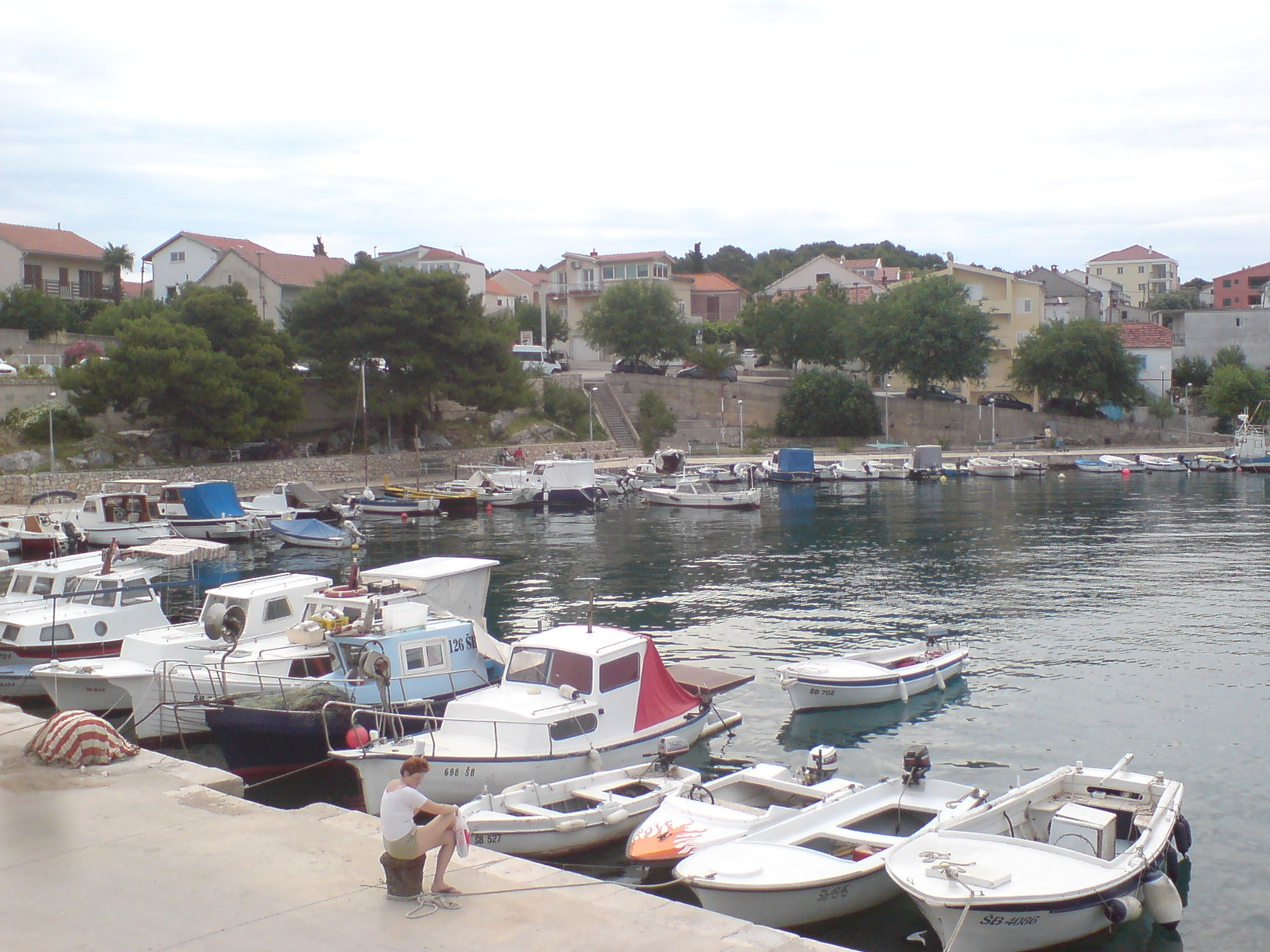
Scorcio del porto di Brodarizza (in croato Brodarica), una delle località appartenenti al comune di Sebenico più popolose

- Danilo Biranj (Danilo Biragni), 442 ab.
- Danilo Kraljice (Danilo Craglizze), 104 ab.
- Dubrava kod Šibenika (Dubrava di Sebenico), 1.185 ab.
- Goriš (Goris), 147 ab.
- Gradina, 303 ab.
- Grebaštica (Grebastizza o Sebenico Vecchio[56]), 937 ab.
- Lepenica (Lepenizza), 68 ab.
- Lozovac (Losovaz), 368 ab.
- Mravnice (Marvenizze), 70 ab.
- Perković (Percovich[57][58]), 111 ab.
- Podine, 26 ab.
- Radonić (Radonich), 79 ab.
- Raslina (Rassina[59]), 567 ab.
- Šibenik (Sebenico), sede civica e comunale, 34.302 ab.
- Zlarin (Slarino o Zlarino[51][60]), 284 ab.
- Sitno Donje (Sitno Inferiore), 561 ab.
- Slivno, 110 ab.
- Vrpolje (Verpoglie[52][61]), 776 ab.
- Vrsno (Versno), 67 ab.
- Žaborić (Zaborici[56] o Zaborich), 479 ab.
- Zaton (Zatton[62]), 978 ab.
- Žirje (Zuri[63][64]), 103 ab.

## Economia

### Generalità

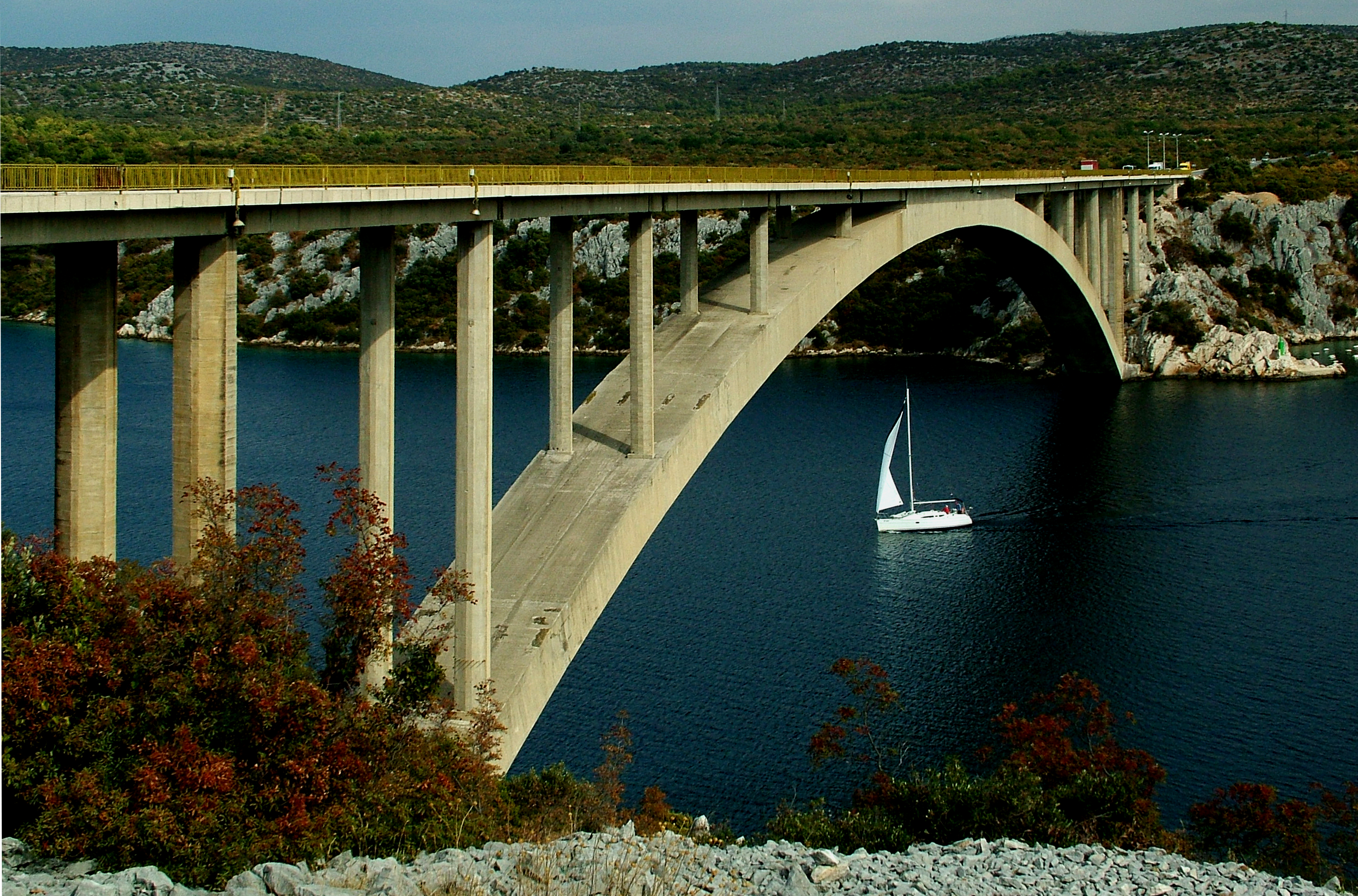
Il ponte di Sebenico

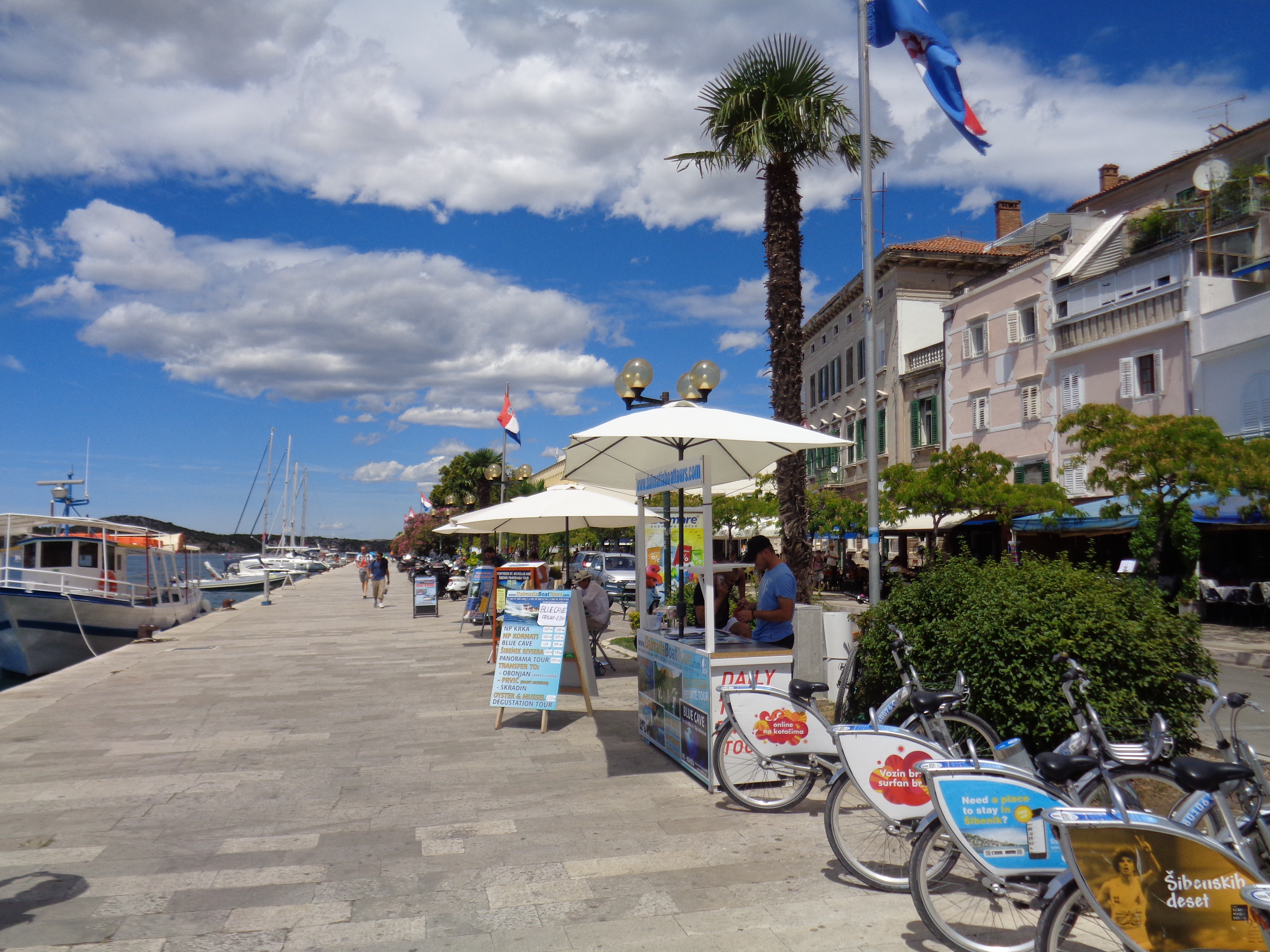
Il lungomare di Sebenico

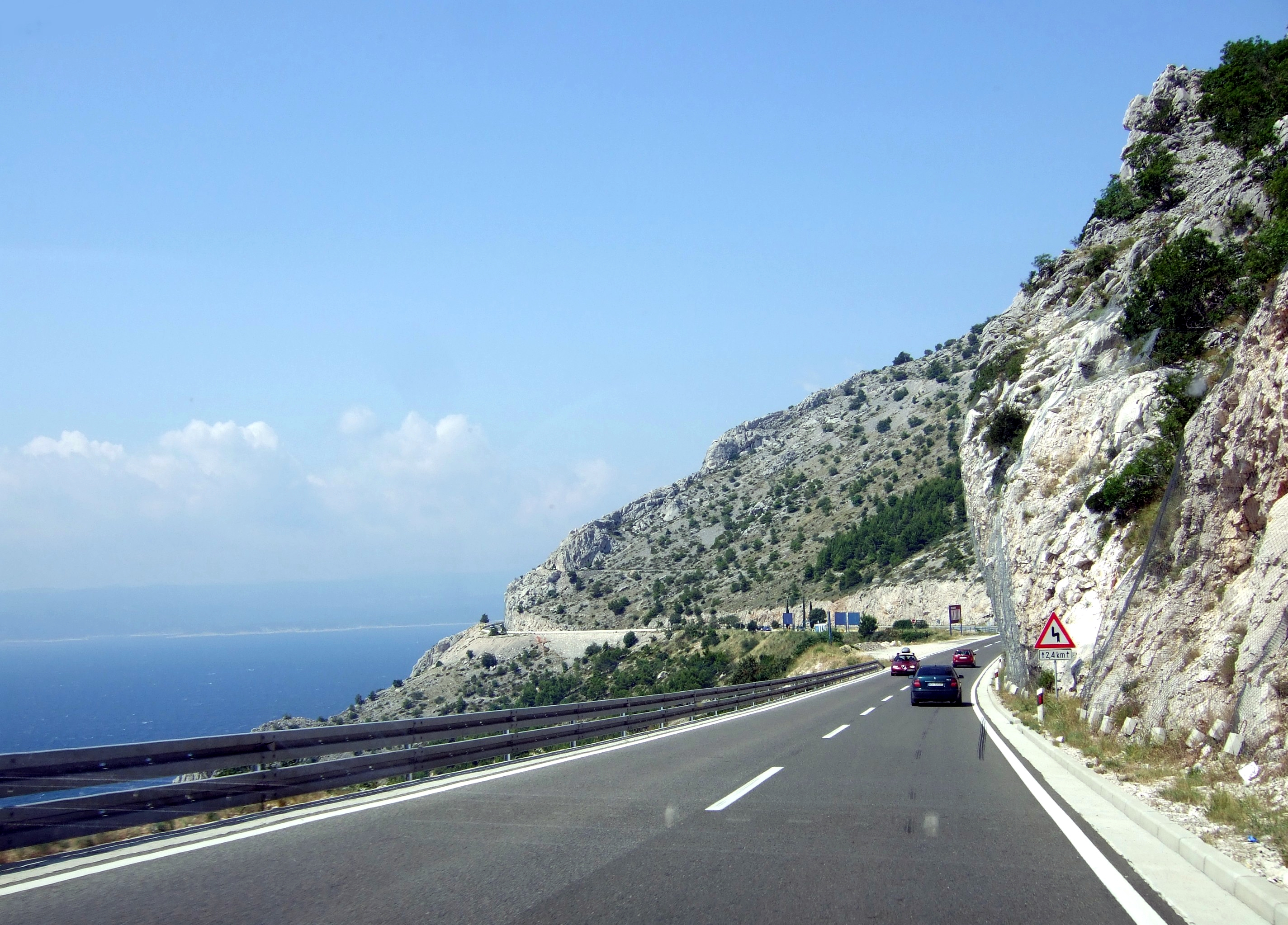
La strada Maestra Adriatica tra Almissa e Spalato

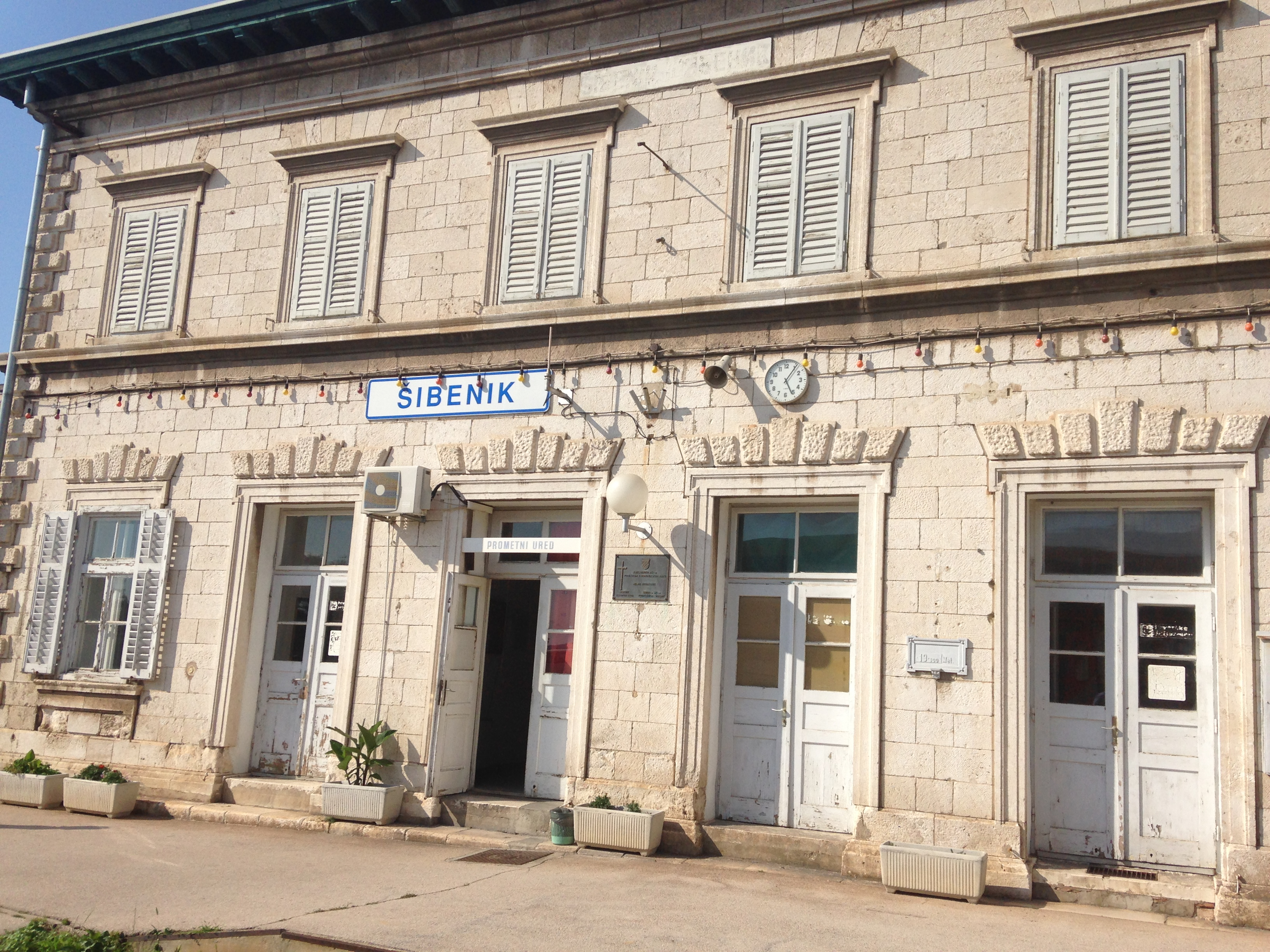
La stazione ferroviaria di Sebenico

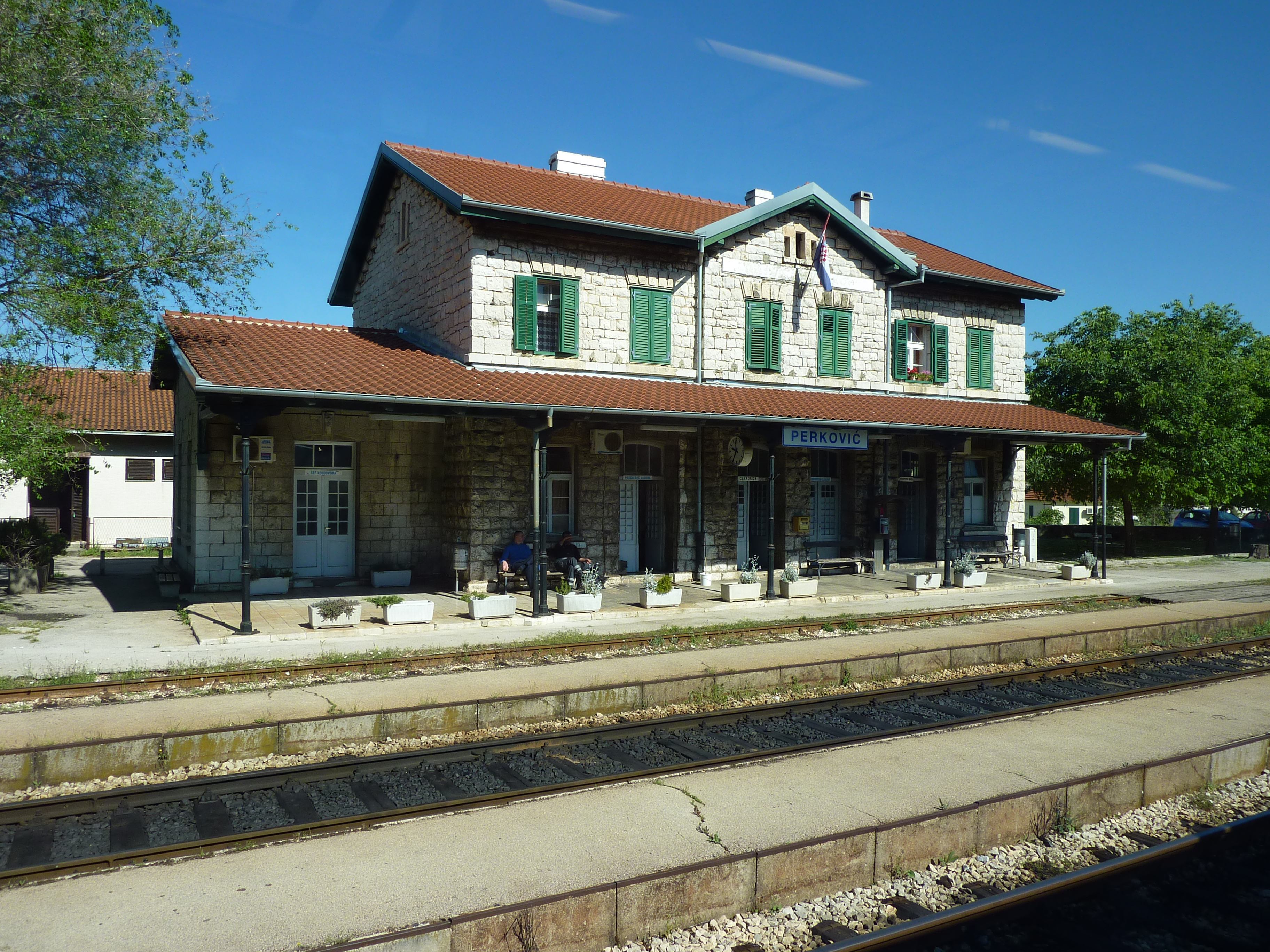
La stazione ferroviaria di Percovich

Segnata in rosso, la linea ferroviaria tra Percovich e Sebenico, a volte considerata parte della Ferrovia Dalmata

Secondo i dati della camera di commercio croata, nel 2010, a Sebenico, erano registrate 838 società, di cui 3 di grandi dimensioni, 12 di medie dimensioni e 823 di piccole dimensioni. Delle 838 società totali, 799 erano a responsabilità limitata, 16 sono società per azioni, 14 erano istituzioni e 8 erano società pubbliche. Secondo il registro centrale degli artigiani, nel 2010, a Sebenico, erano registrati 1 321 artigiani. 
Sebenico è il punto di riferimento economico, nonché culturale, educativo e amministrativo, della regione di Sebenico e Tenin, regione della Croazia di cui Sebenico è il capoluogo. La maggiore risorsa economica di Sebenico è diventata il turismo, per cui le autorità pubbliche e i soggetti privati hanno investito importanti capitali che hanno dato i loro frutti.

### Servizi
Fino agli anni 1980 il porto di Sebenico era tra i più importanti della Jugoslavia. Come conseguenza, si era creato anche un importante tessuto industriale, che è andato in profonda crisi negli anni novanta dello stesso secolo insieme al porto, che ha subito un forte ridimensionamento. Il porto di Sebenico è stato poi pesantemente danneggiato dalle azioni militari durante le guerre jugoslave, che portarono alla graduale dissoluzione della Jugoslavia. 
Dal 2014 e il 2015 è stata realizzata una sistemazione, che ha previsto anche un ampliamento delle strutture esistenti, finalizzata ad aumentarne la capacità ricettiva, soprattutto per quanto riguarda il traffico crocieristico. 

### Turismo
Grazie agli investimenti effettuati dal comune di Sebenico, potenziamento del porto compreso, il turismo è cresciuto e continua ad aumentare costantemente. Anche gli investimenti dei privati hanno avuto esito favorevole, concretizzandosi nella costrizione di diverse strutture ricettive, perlopiù alberghi e resort, edificati lungo la riviera di Sebenico e nei vicini comuni di Vodizze, Capocesto, Rogosnizza nonché sulle isole di Zlarino e di Provicchio.

## Infrastrutture e trasporti
Sebenico possiede infrastrutture legate ai trasporti che sono state potenziate negli ultimi decenni permettendo all'economia della zona, soprattutto quella turistica, di crescere costantemente. 

### Strade
L'infrastruttura viaria più importante per Sebenico è la strada Maestra Adriatica, via di comunicazione che costeggia buona parte della costa orientale del Mare Adriatico e che appartiene alla strada europea E65. Nel 2005 sono stati ultimati i lavori di prolungamento dell'autostrada A1 croata, che ha permesso il collegamento autostradale diretto con Zagabria.

### Ferrovie
Sebenico è servita dalla linea ferroviaria Dalmata che giunge sino a Spalato. Nel territorio sebenicense sorgono le stazioni di Sebenico, capolinea della ferrovia, e di Percovich, quest'ultima posta al bivio per Tenin.

### Aeroporti
Gli aeroporti più vicini a Sebenico, che non possiede un aeroporto proprio, sono l'aeroporto di Spalato-Castelli (distante 50 km da Sebenico) e l'aeroporto di Zara-Zemonico (distante invece 70 km). 

### Porti
Sebenico è uno dei porti maggiori del Mare Adriatico. Collegato al mare dal canale di Sant'Antonio, ha una profondità massima di 40 metri ed è protetto da una baia situata alla foce del fiume Cherca. È percorso da circa 50.000 tonnellate di portata lorda annue.

## Amministrazione

### Gemellaggi
Sebenico è gemellata con:
- Civitanova Marche;
- San Benedetto del Tronto;
- Kreis Herford;
- Voiron;
- Vukovar;
- Pineto;
- Razlog;
- Veszprém.
- Bassano del Grappa

## Sport

### Società sportive
L'HNK Šibenik è il principale club calcistico cittadino, che milita nella PRVA NHL, il massimo campionato croato di calcio. Altra squadra calcistica di Sebenico è il NK Mihovil Šibenik, che milita nella quarta categoria del calcio croato. Nella pallacanestro maschile sono invece di rilievo il KK Jolly Jadranska Banka Šibenik e il KK Šibenik (squadra in cui giocò, nei primi anni di carriera, Dražen Petrović), entrambi arrivati in Premijer liga, massima serie del campionato croato di pallacanestro, nonché la squadra di pallacanestro femminile della ZKK Šibenik. Nella pallamano è di rilievo il RK Šibenik 2015, mentre nella pallanuoto maschile il VK Solaris Šibenik, il Vaterpolski klub Šibenik, il VK Adriatic Šibenik e il OVK Adriatic Šibenik.

### Impianti sportivi
A Sebenico ci sono circa quaranta impianti sportivi, destinati ai più svariati sport. Sono infatti presenti tre campi da calcio, due piscine (con entrambe le strutture natatorie che hanno sia la parte all'aperto che quella al chiuso), un palazzetto dello sport destinato ai più svariati usi, nove strutture sportive più piccole, due complessi destinati al tennis e alcune piste da bowling.